# Engelska Ligacupen 2020/2021
Engelska Ligacupen 2020/2021 var den 61:a säsongen av Engelska Ligacupen, även känd som Carabao Cup av sponsorskäl. Turneringen är öppen för samtliga klubbar som deltar i Premier League och English Football League.
Manchester City var trefaldiga regerande mästare, efter att de i säsongen 2019/2020 besegrade Aston Villa i finalen på Wembley Stadium den den 1 mars 2020. Detta var den första säsongen där vinnaren av turneringen kommer att kvalificera sig för playoff-omgången av Uefa Europa Conference League istället för den andra kvalomgången av Uefa Europa League. Manchester City försvarade titeln genom att besegra Tottenham Hotspur i finalen med 1–0.

## Tillträde
Samtliga 92 klubbar i Premier League och English Football League deltog i årets Ligacup. Tillträde distribuerades över de 4 högsta divisionerna av det engelska ligasystemet och i de första två omgångarna delades lottningen upp mellan nordliga och sydliga klubbar.
I den första omgången gjorde 22 av 24 klubbar i Championship samt samtliga klubbar i League One och League Two entré i turneringen.
I nästa omgång gjorde de två återstående klubbarna Bournemouth och Watford (som kom på 18:e och 19:e plats i Premier League 2019/2020) samt de klubbar i Premier League som inte deltar i någon av de europeiska tävlingarna, Champions League eller Europa League entré.
Arsenal, Chelsea, Leicester City, Liverpool, Manchester City, Manchester United och Tottenham Hotspur fick alla tillträde till turneringen i den tredje omgången eftersom de deltog i europeiska turneringar under säsongen.
|                              | Klubbar som tillträder i denna omgång                                                                 | Klubbar som går vidare från den tidigare omgången | Antal matcher |
| ---------------------------- | --- | ------------------------------------------------- | ------------- |
| Första omgången (70 klubbar) | - 24 klubbar från League Two - 24 klubbar från League One - 22 klubbar från Championship              | - N/A                                             | 35            |
| Andra omgången (50 klubbar)  | - 2 klubbar från Championship - 13 Premier League klubbar (inte involverade i europeiska turneringar) | - 35 vinnare från första omgången                 | 25            |
| Tredje omgången (32 klubbar) | - 7 Premier League klubbar (involverade i europeiska turneringar)                                     | - 25 vinnare från andra omgången                  | 16            |
| Fjärde omgången (16 klubbar) | - Inga klubbar entrar fjärde omgången                                                                 | - 16 vinnare från tredje omgången                 | 8             |
| Kvartsfinaler (8 klubbar)    | - Inga klubbar entrar kvartsfinalerna                                                                 | - 8 vinnare från fjärde omgången                  | 4             |
| Semifinaler (4 klubbar)      | - Inga klubbar entrar semifinalerna                                                                   | - 4 vinnare från femte omgången                   | 2             |
| Final (2 klubbar)            | - Inga klubbar entrar finalen                                                                         | - 2 vinnare från semifinaler                      | 1             |

## Första omgången
Totalt 70 lag spelade i den första omgången; 24 från League Two, 24 från League One och 22 från Championship. Lottningen inför denna omgången delades in geografiskt efter en nordlig del och en sydlig del, lag lottades mot andra lag från samma geografiska indelning. Matcher spelades över helgen mellan den 5-6 september 2020, dock flyttades några matcher till helgen innan på grund av att det krockade med internationella matcher. Lottningen sändes på Sky Sports News och drogs av Paul Merson den 18 augusti 2020.
|  | Datum0000 | Hemmalag | Resultat | Bortalag | Spelplats |  |
|  |           |          |          |          |           |  |
|  |           |          |          |          |           |  |
|  |           |          |          |          |           |  |

|             | 29 augusti 2020 | Preston North End                                                     | 4 – 0           | Mansfield Town | Deepdale | |
| 15:00 UTC+1 | 15:00 UTC+1     | Tom Barkhuizen 14′ Sean Maguire 22′ Patrick Bauer 29′ Josh Harrop 65′ | (3 – 0) Rapport |                | Preston Publik: 0<refname="BCD"group="not">Matchenspeladesbakomstängdadörrarpågrundavcoronavirusutbrottet.</ref> Domare: Ross Joyce | Preston Publik: 0<refname="BCD"group="not">Matchenspeladesbakomstängdadörrarpågrundavcoronavirusutbrottet.</ref> Domare: Ross Joyce |
| 15:00 UTC+1 | 15:00 UTC+1     |                                                                       |                 |                | Preston Publik: 0<refname="BCD"group="not">Matchenspeladesbakomstängdadörrarpågrundavcoronavirusutbrottet.</ref> Domare: Ross Joyce | Preston Publik: 0<refname="BCD"group="not">Matchenspeladesbakomstängdadörrarpågrundavcoronavirusutbrottet.</ref> Domare: Ross Joyce |
| 15:00 UTC+1 | 15:00 UTC+1     |                                                                       |                 |                | Preston Publik: 0<refname="BCD"group="not">Matchenspeladesbakomstängdadörrarpågrundavcoronavirusutbrottet.</ref> Domare: Ross Joyce | Preston Publik: 0<refname="BCD"group="not">Matchenspeladesbakomstängdadörrarpågrundavcoronavirusutbrottet.</ref> Domare: Ross Joyce |

|             | 29 augusti 2020 | Blackburn Rovers                                                   | 3 – 2           | Doncaster Rovers                               | Ewood Park                                                                    |                                                                               |
| 15:00 UTC+1 | 15:00 UTC+1     | Lewis Holtby 30′ Joe Rankin-Costello 72′ Adam Armstrong 81′ (str.) | (1 – 0) Rapport | 54′ (str.) Fejiri Okenabirhie 64′ Madger Gomes | Blackburn Publik: 0<refname="BCD"group="not"></ref> Domare: Anthony Backhouse | Blackburn Publik: 0<refname="BCD"group="not"></ref> Domare: Anthony Backhouse |
| 15:00 UTC+1 | 15:00 UTC+1     |                                                                    |                 |                                                | Blackburn Publik: 0<refname="BCD"group="not"></ref> Domare: Anthony Backhouse | Blackburn Publik: 0<refname="BCD"group="not"></ref> Domare: Anthony Backhouse |
| 15:00 UTC+1 | 15:00 UTC+1     |                                                                    |                 |                                                | Blackburn Publik: 0<refname="BCD"group="not"></ref> Domare: Anthony Backhouse | Blackburn Publik: 0<refname="BCD"group="not"></ref> Domare: Anthony Backhouse |

|             | 29 augusti 2020 | Stoke City | 0 – 0                      | Blackpool                                                                                      | bet365 Stadium                                                                |                                                                               |
| 15:00 UTC+1 | 15:00 UTC+1     | | Rapport                    |                                                                                                | Stoke-on-Trent Publik: 0<refname="BCD"group="not"></ref> Domare: James Adcock | Stoke-on-Trent Publik: 0<refname="BCD"group="not"></ref> Domare: James Adcock |
| 15:00 UTC+1 | 15:00 UTC+1     | |                            |                                                                                                | Stoke-on-Trent Publik: 0<refname="BCD"group="not"></ref> Domare: James Adcock | Stoke-on-Trent Publik: 0<refname="BCD"group="not"></ref> Domare: James Adcock |
| 15:00 UTC+1 | 15:00 UTC+1     | James McClean Tyrese Campbell Sam Clucas Jordan Thompson Steven Fletcher Bruno Martins Indi Tashan Oakley-Boothe | Straffsparksläggning 5 – 4 | Oliver Sarkic CJ Hamilton Keshi Anderson Ethan Robson Sullay Kaikai James Husband Ollie Turton | Stoke-on-Trent Publik: 0<refname="BCD"group="not"></ref> Domare: James Adcock | Stoke-on-Trent Publik: 0<refname="BCD"group="not"></ref> Domare: James Adcock |

|             | 29 augusti 2020 | Stevenage                                             | 3 – 3                      | Portsmouth                                           | Broadhall Way                                                           |                                                                         |
| 15:00 UTC+1 | 15:00 UTC+1     | Elliott List 9′ Charlie Carter 10′ Scott Cuthbert 29′ | (3 – 2) Rapport            | 21′ Ronan Curtis 45+2′ Gareth Evans 51′ John Marquis | Stevenage Publik: 0<refname="BCD"group="not"></ref> Domare: Sam Purkiss | Stevenage Publik: 0<refname="BCD"group="not"></ref> Domare: Sam Purkiss |
| 15:00 UTC+1 | 15:00 UTC+1     |                                                       |                            |                                                      | Stevenage Publik: 0<refname="BCD"group="not"></ref> Domare: Sam Purkiss | Stevenage Publik: 0<refname="BCD"group="not"></ref> Domare: Sam Purkiss |
| 15:00 UTC+1 | 15:00 UTC+1     | Inih Effiong Danny Newton Elliot Osborne Ben Coker    | Straffsparksläggning 1 – 3 | John Marquis Ronan Curtis Lee Brown                  | Stevenage Publik: 0<refname="BCD"group="not"></ref> Domare: Sam Purkiss | Stevenage Publik: 0<refname="BCD"group="not"></ref> Domare: Sam Purkiss |

|             | 4 september 2020 | Middlesbrough                                                    | 4 – 3           | Shrewsbury Town                                   | Riverside Stadium                                                                 |                                                                                   |
| 17:30 UTC+1 | 17:30 UTC+1      | Marvin Johnson 21′ Ashley Fletcher 31′, 53′ Marcus Tavernier 65′ | (2 – 1) Rapport | 13′ Scott High 60′ Jason Cummings 73′ Rekeil Pyke | Middlesbrough Publik: 0<refname="BCD"group="not"></ref> Domare: Michael Salisbury | Middlesbrough Publik: 0<refname="BCD"group="not"></ref> Domare: Michael Salisbury |
| 17:30 UTC+1 | 17:30 UTC+1      |                                                                  |                 |                                                   | Middlesbrough Publik: 0<refname="BCD"group="not"></ref> Domare: Michael Salisbury | Middlesbrough Publik: 0<refname="BCD"group="not"></ref> Domare: Michael Salisbury |
| 17:30 UTC+1 | 17:30 UTC+1      |                                                                  |                 |                                                   | Middlesbrough Publik: 0<refname="BCD"group="not"></ref> Domare: Michael Salisbury | Middlesbrough Publik: 0<refname="BCD"group="not"></ref> Domare: Michael Salisbury |

|             | 4 september 2020 | Burton Albion                                        | 1 – 1                      | Accrington Stanley                                       | Pirelli Stadium                                                                 |                                                                                 |
| 19:30 UTC+1 | 19:30 UTC+1      | Lucas Akins 32′                                      | (1 – 0) Rapport            | 82′ Cameron Burgess                                      | Burton upon Trent Publik: 0<refname="BCD"group="not"></ref> Domare: Andy Haines | Burton upon Trent Publik: 0<refname="BCD"group="not"></ref> Domare: Andy Haines |
| 19:30 UTC+1 | 19:30 UTC+1      |                                                      |                            |                                                          | Burton upon Trent Publik: 0<refname="BCD"group="not"></ref> Domare: Andy Haines | Burton upon Trent Publik: 0<refname="BCD"group="not"></ref> Domare: Andy Haines |
| 19:30 UTC+1 | 19:30 UTC+1      | Lucas Akins Kane Hemmings Stephen Quinn Neal Eardley | Straffsparksläggning 4 – 2 | Joe Pritchard Matt Butcher Mohammed Sangare Dion Charles | Burton upon Trent Publik: 0<refname="BCD"group="not"></ref> Domare: Andy Haines | Burton upon Trent Publik: 0<refname="BCD"group="not"></ref> Domare: Andy Haines |

|             | 5 september 2020 | Derby County                                                        | 0 – 0                      | Barrow                                                                | Pride Park Stadium                                                   |                                                                      |
| 12:00 UTC+1 | 12:00 UTC+1      |                                                                     | Rapport                    |                                                                       | Derby Publik: 0<refname="BCD"group="not"></ref> Domare: Oliver Yates | Derby Publik: 0<refname="BCD"group="not"></ref> Domare: Oliver Yates |
| 12:00 UTC+1 | 12:00 UTC+1      |                                                                     |                            |                                                                       | Derby Publik: 0<refname="BCD"group="not"></ref> Domare: Oliver Yates | Derby Publik: 0<refname="BCD"group="not"></ref> Domare: Oliver Yates |
| 12:00 UTC+1 | 12:00 UTC+1      | George Evans Jack Marriott Max Bird Graeme Shinnie Morgan Whittaker | Straffsparksläggning 3 – 2 | Dior Angus Tom Beadling Lewis Hardcastle Harrison Biggins Jack Hindle | Derby Publik: 0<refname="BCD"group="not"></ref> Domare: Oliver Yates | Derby Publik: 0<refname="BCD"group="not"></ref> Domare: Oliver Yates |

|             | 5 september 2020 | Plymouth Argyle                                  | 3 – 2           | Queens Park Rangers             | Home Park                                                                  |                                                                            |
| 12:30 UTC+1 | 12:30 UTC+1      | Joe Edwards 32′ Danny Mayor 55′ Frank Nouble 78′ | (1 – 1) Rapport | 2′ Ryan Manning 57′ Osman Kakay | Plymouth Publik: 0<refname="BCD"group="not"></ref> Domare: Anthony Coggins | Plymouth Publik: 0<refname="BCD"group="not"></ref> Domare: Anthony Coggins |
| 12:30 UTC+1 | 12:30 UTC+1      |                                                  |                 |                                 | Plymouth Publik: 0<refname="BCD"group="not"></ref> Domare: Anthony Coggins | Plymouth Publik: 0<refname="BCD"group="not"></ref> Domare: Anthony Coggins |
| 12:30 UTC+1 | 12:30 UTC+1      |                                                  |                 |                                 | Plymouth Publik: 0<refname="BCD"group="not"></ref> Domare: Anthony Coggins | Plymouth Publik: 0<refname="BCD"group="not"></ref> Domare: Anthony Coggins |

|             | 5 september 2020 | Crawley Town    | 1 – 3           | Millwall                                                      | Broadfield Stadium                                                   |                                                                      |
| 13:00 UTC+1 | 13:00 UTC+1      | Sam Ashford 33′ | (1 – 2) Rapport | 14′ Scott Malone 31′ (sjm.) Jordan Tunnicliffe 59′ Matt Smith | Crawley Publik: 0<refname="BCD"group="not"></ref> Domare: David Rock | Crawley Publik: 0<refname="BCD"group="not"></ref> Domare: David Rock |
| 13:00 UTC+1 | 13:00 UTC+1      |                 |                 |                                                               | Crawley Publik: 0<refname="BCD"group="not"></ref> Domare: David Rock | Crawley Publik: 0<refname="BCD"group="not"></ref> Domare: David Rock |
| 13:00 UTC+1 | 13:00 UTC+1      |                 |                 |                                                               | Crawley Publik: 0<refname="BCD"group="not"></ref> Domare: David Rock | Crawley Publik: 0<refname="BCD"group="not"></ref> Domare: David Rock |

|             | 5 september 2020 | Gillingham         | 1 – 0           | Southend United | Priestfield Stadium                                                        |                                                                            |
| 13:00 UTC+1 | 13:00 UTC+1      | Connor Ogilvie 27′ | (1 – 0) Rapport |                 | Gillingham Publik: 0<refname="BCD"group="not"></ref> Domare: Chris Pollard | Gillingham Publik: 0<refname="BCD"group="not"></ref> Domare: Chris Pollard |
| 13:00 UTC+1 | 13:00 UTC+1      |                    |                 |                 | Gillingham Publik: 0<refname="BCD"group="not"></ref> Domare: Chris Pollard | Gillingham Publik: 0<refname="BCD"group="not"></ref> Domare: Chris Pollard |
| 13:00 UTC+1 | 13:00 UTC+1      |                    |                 |                 | Gillingham Publik: 0<refname="BCD"group="not"></ref> Domare: Chris Pollard | Gillingham Publik: 0<refname="BCD"group="not"></ref> Domare: Chris Pollard |

|             | 5 september 2020 | Bristol City                           | 2 – 0           | Exeter City | Ashton Gate                                                               |                                                                           |
| 14:00 UTC+1 | 14:00 UTC+1      | Jamie Paterson 35′ Antoine Semenyo 83′ | (1 – 0) Rapport |             | Bristol Publik: 0<refname="BCD"group="not"></ref> Domare: Chris Sarginson | Bristol Publik: 0<refname="BCD"group="not"></ref> Domare: Chris Sarginson |
| 14:00 UTC+1 | 14:00 UTC+1      |                                        |                 |             | Bristol Publik: 0<refname="BCD"group="not"></ref> Domare: Chris Sarginson | Bristol Publik: 0<refname="BCD"group="not"></ref> Domare: Chris Sarginson |
| 14:00 UTC+1 | 14:00 UTC+1      |                                        |                 |             | Bristol Publik: 0<refname="BCD"group="not"></ref> Domare: Chris Sarginson | Bristol Publik: 0<refname="BCD"group="not"></ref> Domare: Chris Sarginson |

|             | 5 september 2020 | Walsall                                            | 0 – 0                      | Sheffield Wednesday                                | Bescot Stadium                                                         |                                                                        |
| 14:15 UTC+1 | 14:15 UTC+1      |                                                    | Rapport                    |                                                    | Walsall Publik: 0<refname="BCD"group="not"></ref> Domare: Peter Wright | Walsall Publik: 0<refname="BCD"group="not"></ref> Domare: Peter Wright |
| 14:15 UTC+1 | 14:15 UTC+1      |                                                    |                            |                                                    | Walsall Publik: 0<refname="BCD"group="not"></ref> Domare: Peter Wright | Walsall Publik: 0<refname="BCD"group="not"></ref> Domare: Peter Wright |
| 14:15 UTC+1 | 14:15 UTC+1      | Rory Holden Josh Gordon Elijah Adebayo Alfie Bates | Straffsparksläggning 2 – 4 | Barry Bannan Josh Windass Kadeem Harris Izzy Brown | Walsall Publik: 0<refname="BCD"group="not"></ref> Domare: Peter Wright | Walsall Publik: 0<refname="BCD"group="not"></ref> Domare: Peter Wright |

|             | 5 september 2020 | Tranmere Rovers | 1 – 1                      | Harrogate Town | Prenton Park                                                           |                                                                        |
| 15:00 UTC+1 | 15:00 UTC+1      | James Vaughan 64′ | (0 – 0) Rapport            | 69′ Lloyd Kerry | Birkenhead Publik: 0<refname="BCD"group="not"></ref> Domare: Tom Nield | Birkenhead Publik: 0<refname="BCD"group="not"></ref> Domare: Tom Nield |
| 15:00 UTC+1 | 15:00 UTC+1      | |                            | | Birkenhead Publik: 0<refname="BCD"group="not"></ref> Domare: Tom Nield | Birkenhead Publik: 0<refname="BCD"group="not"></ref> Domare: Tom Nield |
| 15:00 UTC+1 | 15:00 UTC+1      | James Vaughan Otis Khan Ollie Banks Calum Macdonald Jay Spearing Kieron Morris Stefan Payne Peter Clarke Lee O'Connor Manny Monthé | Straffsparksläggning 7 – 8 | George Thomson Jon Stead Jack Muldoon Mark Beck Warren Burrell Will Smith Connor Hall Ryan Fallowfield Lloyd Kerry Josh Falkingham | Birkenhead Publik: 0<refname="BCD"group="not"></ref> Domare: Tom Nield | Birkenhead Publik: 0<refname="BCD"group="not"></ref> Domare: Tom Nield |

|             | 5 september 2020 | Crewe Alexandra       | 1 – 2           | Lincoln City                     | Gresty Road                                                          |                                                                      |
| 15:00 UTC+1 | 15:00 UTC+1      | Billy Sass-Davies 55′ | (0 – 0) Rapport | 52′ Tom Hopper 66′ Lewis Montsma | Crewe Publik: 0<refname="BCD"group="not"></ref> Domare: Scott Oldham | Crewe Publik: 0<refname="BCD"group="not"></ref> Domare: Scott Oldham |
| 15:00 UTC+1 | 15:00 UTC+1      |                       |                 |                                  | Crewe Publik: 0<refname="BCD"group="not"></ref> Domare: Scott Oldham | Crewe Publik: 0<refname="BCD"group="not"></ref> Domare: Scott Oldham |
| 15:00 UTC+1 | 15:00 UTC+1      |                       |                 |                                  | Crewe Publik: 0<refname="BCD"group="not"></ref> Domare: Scott Oldham | Crewe Publik: 0<refname="BCD"group="not"></ref> Domare: Scott Oldham |

|             | 5 september 2020 | Huddersfield Town | 0 – 1           | Rochdale             | Kirklees Stadium                                                         |                                                                          |
| 15:00 UTC+1 | 15:00 UTC+1      |                   | (0 – 0) Rapport | 51′ Eoghan O'Connell | Huddersfield Publik: 0<refname="BCD"group="not"></ref> Domare: Ben Toner | Huddersfield Publik: 0<refname="BCD"group="not"></ref> Domare: Ben Toner |
| 15:00 UTC+1 | 15:00 UTC+1      |                   |                 |                      | Huddersfield Publik: 0<refname="BCD"group="not"></ref> Domare: Ben Toner | Huddersfield Publik: 0<refname="BCD"group="not"></ref> Domare: Ben Toner |
| 15:00 UTC+1 | 15:00 UTC+1      |                   |                 |                      | Huddersfield Publik: 0<refname="BCD"group="not"></ref> Domare: Ben Toner | Huddersfield Publik: 0<refname="BCD"group="not"></ref> Domare: Ben Toner |

|             | 5 september 2020 | Bolton Wanderers    | 1 – 2           | Bradford City                     | University of Bolton Stadium                                         |                                                                      |
| 15:00 UTC+1 | 15:00 UTC+1      | Antoni Sarcevic 47′ | (0 – 1) Rapport | 26′ Lee Novak 75′ Harry Pritchard | Horwich Publik: 0<refname="BCD"group="not"></ref> Domare: Martin Coy | Horwich Publik: 0<refname="BCD"group="not"></ref> Domare: Martin Coy |
| 15:00 UTC+1 | 15:00 UTC+1      |                     |                 |                                   | Horwich Publik: 0<refname="BCD"group="not"></ref> Domare: Martin Coy | Horwich Publik: 0<refname="BCD"group="not"></ref> Domare: Martin Coy |
| 15:00 UTC+1 | 15:00 UTC+1      |                     |                 |                                   | Horwich Publik: 0<refname="BCD"group="not"></ref> Domare: Martin Coy | Horwich Publik: 0<refname="BCD"group="not"></ref> Domare: Martin Coy |

|             | 5 september 2020 | Fleetwood Town                      | 3 – 2           | Wigan Athletic            | Highbury Stadium                                                            |                                                                             |
| 15:00 UTC+1 | 15:00 UTC+1      | Ched Evans 41′, 77′ Josh Morris 64′ | (1 – 2) Rapport | 2′, 31′ (str.) Joe Garner | Fleetwood Publik: 0<refname="BCD"group="not"></ref> Domare: Seb Stockbridge | Fleetwood Publik: 0<refname="BCD"group="not"></ref> Domare: Seb Stockbridge |
| 15:00 UTC+1 | 15:00 UTC+1      |                                     |                 |                           | Fleetwood Publik: 0<refname="BCD"group="not"></ref> Domare: Seb Stockbridge | Fleetwood Publik: 0<refname="BCD"group="not"></ref> Domare: Seb Stockbridge |
| 15:00 UTC+1 | 15:00 UTC+1      |                                     |                 |                           | Fleetwood Publik: 0<refname="BCD"group="not"></ref> Domare: Seb Stockbridge | Fleetwood Publik: 0<refname="BCD"group="not"></ref> Domare: Seb Stockbridge |

|             | 5 september 2020 | Grimsby Town                                                          | 1 – 1                      | Morecambe                                                              | Blundell Park                                                                  |                                                                                |
| 15:00 UTC+1 | 15:00 UTC+1      | Matt Green 35′                                                        | (1 – 1) Rapport            | 7′ Adam Phillips                                                       | Cleethorpes Publik: 0<refname="BCD"group="not"></ref> Domare: Graham Salisbury | Cleethorpes Publik: 0<refname="BCD"group="not"></ref> Domare: Graham Salisbury |
| 15:00 UTC+1 | 15:00 UTC+1      |                                                                       |                            |                                                                        | Cleethorpes Publik: 0<refname="BCD"group="not"></ref> Domare: Graham Salisbury | Cleethorpes Publik: 0<refname="BCD"group="not"></ref> Domare: Graham Salisbury |
| 15:00 UTC+1 | 15:00 UTC+1      | Mattie Pollock James Tilley Danny Preston Owura Edwards James McKeown | Straffsparksläggning 3 – 4 | Alex Kenyon Liam McAlinden Stephen Hendrie Ben Pringle John O'Sullivan | Cleethorpes Publik: 0<refname="BCD"group="not"></ref> Domare: Graham Salisbury | Cleethorpes Publik: 0<refname="BCD"group="not"></ref> Domare: Graham Salisbury |

|             | 5 september 2020 | Scunthorpe United | 1 – 2           | Port Vale                           | The Sands Venue Stadium                                                |                                                                        |
| 15:00 UTC+1 | 15:00 UTC+1      | Ryan Loft 69′     | (0 – 1) Rapport | 45+5′ Zak Mills 90+3′ Theo Robinson | Scunthorpe Publik: 0<refname="BCD"group="not"></ref> Domare: Neil Hair | Scunthorpe Publik: 0<refname="BCD"group="not"></ref> Domare: Neil Hair |
| 15:00 UTC+1 | 15:00 UTC+1      |                   |                 |                                     | Scunthorpe Publik: 0<refname="BCD"group="not"></ref> Domare: Neil Hair | Scunthorpe Publik: 0<refname="BCD"group="not"></ref> Domare: Neil Hair |
| 15:00 UTC+1 | 15:00 UTC+1      |                   |                 |                                     | Scunthorpe Publik: 0<refname="BCD"group="not"></ref> Domare: Neil Hair | Scunthorpe Publik: 0<refname="BCD"group="not"></ref> Domare: Neil Hair |

|             | 5 september 2020 | Sunderland                                                 | 0 – 0                      | Hull City                                                                          | Stadium of Light                                                            |                                                                             |
| 15:00 UTC+1 | 15:00 UTC+1      |                                                            | Rapport                    |                                                                                    | Sunderland Publik: 0<refname="BCD"group="not"></ref> Domare: Thomas Bramall | Sunderland Publik: 0<refname="BCD"group="not"></ref> Domare: Thomas Bramall |
| 15:00 UTC+1 | 15:00 UTC+1      |                                                            |                            |                                                                                    | Sunderland Publik: 0<refname="BCD"group="not"></ref> Domare: Thomas Bramall | Sunderland Publik: 0<refname="BCD"group="not"></ref> Domare: Thomas Bramall |
| 15:00 UTC+1 | 15:00 UTC+1      | Will Grigg Max Power Luke O'Nien Lynden Gooch Charlie Wyke | Straffsparksläggning 4 – 5 | Mallik Wilks Richard Smallwood Martin Samuelsen George Honeyman Keane Lewis-Potter | Sunderland Publik: 0<refname="BCD"group="not"></ref> Domare: Thomas Bramall | Sunderland Publik: 0<refname="BCD"group="not"></ref> Domare: Thomas Bramall |

|             | 5 september 2020 | Salford City                                                  | 1 – 1                      | Rotherham United                                       | Moor Lane                                                              |                                                                        |
| 15:00 UTC+1 | 15:00 UTC+1      | Ian Henderson 84′ (str.)                                      | (0 – 0) Rapport            | 90+6′ Matt Crooks                                      | Salford Publik: 0<refname="BCD"group="not"></ref> Domare: James Oldham | Salford Publik: 0<refname="BCD"group="not"></ref> Domare: James Oldham |
| 15:00 UTC+1 | 15:00 UTC+1      |                                                               |                            |                                                        | Salford Publik: 0<refname="BCD"group="not"></ref> Domare: James Oldham | Salford Publik: 0<refname="BCD"group="not"></ref> Domare: James Oldham |
| 15:00 UTC+1 | 15:00 UTC+1      | Ibou Touray Ian Henderson Darron Gibson Brandon Thomas-Asante | Straffsparksläggning 4 – 2 | Kyle Vassell Freddie Ladapo Kieran Sadlier Joe Mattock | Salford Publik: 0<refname="BCD"group="not"></ref> Domare: James Oldham | Salford Publik: 0<refname="BCD"group="not"></ref> Domare: James Oldham |

|             | 5 september 2020 | Barnsley           | 1 – 0           | Nottingham Forest | Oakwell                                                                 |                                                                         |
| 15:00 UTC+1 | 15:00 UTC+1      | Cauley Woodrow 49′ | (0 – 0) Rapport |                   | Barnsley Publik: 0<refname="BCD"group="not"></ref> Domare: Marc Edwards | Barnsley Publik: 0<refname="BCD"group="not"></ref> Domare: Marc Edwards |
| 15:00 UTC+1 | 15:00 UTC+1      |                    |                 |                   | Barnsley Publik: 0<refname="BCD"group="not"></ref> Domare: Marc Edwards | Barnsley Publik: 0<refname="BCD"group="not"></ref> Domare: Marc Edwards |
| 15:00 UTC+1 | 15:00 UTC+1      |                    |                 |                   | Barnsley Publik: 0<refname="BCD"group="not"></ref> Domare: Marc Edwards | Barnsley Publik: 0<refname="BCD"group="not"></ref> Domare: Marc Edwards |

|             | 5 september 2020 | Oldham Athletic                                   | 3 – 0           | Carlisle United | Boundary Park                                                         |                                                                       |
| 15:00 UTC+1 | 15:00 UTC+1      | Ben Garrity 29′ Bobby Grant 37′ Conor McAleny 89′ | (2 – 0) Rapport |                 | Oldham Publik: 0<refname="BCD"group="not"></ref> Domare: Carl Boyeson | Oldham Publik: 0<refname="BCD"group="not"></ref> Domare: Carl Boyeson |
| 15:00 UTC+1 | 15:00 UTC+1      |                                                   |                 |                 | Oldham Publik: 0<refname="BCD"group="not"></ref> Domare: Carl Boyeson | Oldham Publik: 0<refname="BCD"group="not"></ref> Domare: Carl Boyeson |
| 15:00 UTC+1 | 15:00 UTC+1      |                                                   |                 |                 | Oldham Publik: 0<refname="BCD"group="not"></ref> Domare: Carl Boyeson | Oldham Publik: 0<refname="BCD"group="not"></ref> Domare: Carl Boyeson |

|             | 5 september 2020 | Swindon Town    | 1 – 3           | Charlton Athletic                                     | County Ground                                                            |                                                                          |
| 15:00 UTC+1 | 15:00 UTC+1      | Jonny Smith 64′ | (0 – 1) Rapport | 36′ Macauley Bonne 74′ Charlie Barker 90′ Chuks Aneke | Swindon Publik: 0<refname="BCD"group="not"></ref> Domare: Brett Huxtable | Swindon Publik: 0<refname="BCD"group="not"></ref> Domare: Brett Huxtable |
| 15:00 UTC+1 | 15:00 UTC+1      |                 |                 |                                                       | Swindon Publik: 0<refname="BCD"group="not"></ref> Domare: Brett Huxtable | Swindon Publik: 0<refname="BCD"group="not"></ref> Domare: Brett Huxtable |
| 15:00 UTC+1 | 15:00 UTC+1      |                 |                 |                                                       | Swindon Publik: 0<refname="BCD"group="not"></ref> Domare: Brett Huxtable | Swindon Publik: 0<refname="BCD"group="not"></ref> Domare: Brett Huxtable |

|             | 5 september 2020 | Forest Green Rovers  | 1 – 2           | Leyton Orient                         | The New Lawn                                                             |                                                                          |
| 15:00 UTC+1 | 15:00 UTC+1      | Dan Happe 23′ (sjm.) | (1 – 0) Rapport | 49′ Danny Johnson 52′ Conor Wilkinson | Nailsworth Publik: 0<refname="BCD"group="not"></ref> Domare: Craig Hicks | Nailsworth Publik: 0<refname="BCD"group="not"></ref> Domare: Craig Hicks |
| 15:00 UTC+1 | 15:00 UTC+1      |                      |                 |                                       | Nailsworth Publik: 0<refname="BCD"group="not"></ref> Domare: Craig Hicks | Nailsworth Publik: 0<refname="BCD"group="not"></ref> Domare: Craig Hicks |
| 15:00 UTC+1 | 15:00 UTC+1      |                      |                 |                                       | Nailsworth Publik: 0<refname="BCD"group="not"></ref> Domare: Craig Hicks | Nailsworth Publik: 0<refname="BCD"group="not"></ref> Domare: Craig Hicks |

|             | 5 september 2020 | Milton Keynes Dons | 0 – 1           | Coventry City    | Stadium MK                                                                    |                                                                               |
| 15:00 UTC+1 | 15:00 UTC+1      |                    | (0 – 0) Rapport | 82′ Tyler Walker | Milton Keynes Publik: 0<refname="BCD"group="not"></ref> Domare: Trevor Kettle | Milton Keynes Publik: 0<refname="BCD"group="not"></ref> Domare: Trevor Kettle |
| 15:00 UTC+1 | 15:00 UTC+1      |                    |                 |                  | Milton Keynes Publik: 0<refname="BCD"group="not"></ref> Domare: Trevor Kettle | Milton Keynes Publik: 0<refname="BCD"group="not"></ref> Domare: Trevor Kettle |
| 15:00 UTC+1 | 15:00 UTC+1      |                    |                 |                  | Milton Keynes Publik: 0<refname="BCD"group="not"></ref> Domare: Trevor Kettle | Milton Keynes Publik: 0<refname="BCD"group="not"></ref> Domare: Trevor Kettle |

|             | 5 september 2020 | Peterborough United | 0 – 1           | Cheltenham Town   | London Road Stadium                                                       |                                                                           |
| 15:00 UTC+1 | 15:00 UTC+1      |                     | (0 – 0) Rapport | 59′ Liam Sercombe | Peterborough Publik: 0<refname="BCD"group="not"></ref> Domare: Alan Young | Peterborough Publik: 0<refname="BCD"group="not"></ref> Domare: Alan Young |
| 15:00 UTC+1 | 15:00 UTC+1      |                     |                 |                   | Peterborough Publik: 0<refname="BCD"group="not"></ref> Domare: Alan Young | Peterborough Publik: 0<refname="BCD"group="not"></ref> Domare: Alan Young |
| 15:00 UTC+1 | 15:00 UTC+1      |                     |                 |                   | Peterborough Publik: 0<refname="BCD"group="not"></ref> Domare: Alan Young | Peterborough Publik: 0<refname="BCD"group="not"></ref> Domare: Alan Young |

|             | 5 september 2020 | Northampton Town                                    | 3 – 0           | Cardiff City | Sixfields Stadium                                                             |                                                                               |
| 15:00 UTC+1 | 15:00 UTC+1      | Harry Smith 33′ Matty Warburton 49′ Ryan Watson 59′ | (1 – 0) Rapport |              | Northampton Publik: 0<refname="BCD"group="not"></ref> Domare: Darren Drysdale | Northampton Publik: 0<refname="BCD"group="not"></ref> Domare: Darren Drysdale |
| 15:00 UTC+1 | 15:00 UTC+1      |                                                     |                 |              | Northampton Publik: 0<refname="BCD"group="not"></ref> Domare: Darren Drysdale | Northampton Publik: 0<refname="BCD"group="not"></ref> Domare: Darren Drysdale |
| 15:00 UTC+1 | 15:00 UTC+1      |                                                     |                 |              | Northampton Publik: 0<refname="BCD"group="not"></ref> Domare: Darren Drysdale | Northampton Publik: 0<refname="BCD"group="not"></ref> Domare: Darren Drysdale |

|             | 5 september 2020 | Luton Town                           | 3 – 1           | Norwich City      | Kenilworth Road                                                    |                                                                    |
| 15:00 UTC+1 | 15:00 UTC+1      | James Collins 79′ (str.), 83′, 90+5′ | (0 – 0) Rapport | 81′ Kieran Dowell | Luton Publik: 0<refname="BCD"group="not"></ref> Domare: John Busby | Luton Publik: 0<refname="BCD"group="not"></ref> Domare: John Busby |
| 15:00 UTC+1 | 15:00 UTC+1      |                                      |                 |                   | Luton Publik: 0<refname="BCD"group="not"></ref> Domare: John Busby | Luton Publik: 0<refname="BCD"group="not"></ref> Domare: John Busby |
| 15:00 UTC+1 | 15:00 UTC+1      |                                      |                 |                   | Luton Publik: 0<refname="BCD"group="not"></ref> Domare: John Busby | Luton Publik: 0<refname="BCD"group="not"></ref> Domare: John Busby |

|             | 5 september 2020 | Birmingham City | 0 – 1           | Cambridge United | St Andrew's                                                                |                                                                            |
| 15:00 UTC+1 | 15:00 UTC+1      |                 | (0 – 1) Rapport | 18′ Robbie Cundy | Birmingham Publik: 0<refname="BCD"group="not"></ref> Domare: Leigh Doughty | Birmingham Publik: 0<refname="BCD"group="not"></ref> Domare: Leigh Doughty |
| 15:00 UTC+1 | 15:00 UTC+1      |                 |                 |                  | Birmingham Publik: 0<refname="BCD"group="not"></ref> Domare: Leigh Doughty | Birmingham Publik: 0<refname="BCD"group="not"></ref> Domare: Leigh Doughty |
| 15:00 UTC+1 | 15:00 UTC+1      |                 |                 |                  | Birmingham Publik: 0<refname="BCD"group="not"></ref> Domare: Leigh Doughty | Birmingham Publik: 0<refname="BCD"group="not"></ref> Domare: Leigh Doughty |

|             | 5 september 2020 | Newport County           | 2 – 0           | Swansea City | Rodney Parade                                                           |                                                                         |
| 15:00 UTC+1 | 15:00 UTC+1      | Tristan Abrahams 7′, 45′ | (2 – 0) Rapport |              | Newport Publik: 0<refname="BCD"group="not"></ref> Domare: Kevin Johnson | Newport Publik: 0<refname="BCD"group="not"></ref> Domare: Kevin Johnson |
| 15:00 UTC+1 | 15:00 UTC+1      |                          |                 |              | Newport Publik: 0<refname="BCD"group="not"></ref> Domare: Kevin Johnson | Newport Publik: 0<refname="BCD"group="not"></ref> Domare: Kevin Johnson |
| 15:00 UTC+1 | 15:00 UTC+1      |                          |                 |              | Newport Publik: 0<refname="BCD"group="not"></ref> Domare: Kevin Johnson | Newport Publik: 0<refname="BCD"group="not"></ref> Domare: Kevin Johnson |

|             | 5 september 2020 | Oxford United                                                           | 1 – 1                      | AFC Wimbledon                                                               | Kassam Stadium                                                      |                                                                     |
| 15:00 UTC+1 | 15:00 UTC+1      | Cameron Brannagan 63′                                                   | (0 – 0) Rapport            | 68′ (sjm.) Matty Taylor                                                     | Oxford Publik: 0<refname="BCD"group="not"></ref> Domare: Lee Swabey | Oxford Publik: 0<refname="BCD"group="not"></ref> Domare: Lee Swabey |
| 15:00 UTC+1 | 15:00 UTC+1      |                                                                         |                            |                                                                             | Oxford Publik: 0<refname="BCD"group="not"></ref> Domare: Lee Swabey | Oxford Publik: 0<refname="BCD"group="not"></ref> Domare: Lee Swabey |
| 15:00 UTC+1 | 15:00 UTC+1      | Anthony Forde Marcus McGuane James Henry Matty Taylor Cameron Brannagan | Straffsparksläggning 4 – 3 | Luke O'Neill Callum Reilly Nesta Guinness-Walker Cheye Alexander Joe Pigott | Oxford Publik: 0<refname="BCD"group="not"></ref> Domare: Lee Swabey | Oxford Publik: 0<refname="BCD"group="not"></ref> Domare: Lee Swabey |

|             | 5 september 2020 | Reading                    | 3 – 1           | Colchester United | Madejski Stadium                                                       |                                                                        |
| 15:00 UTC+1 | 15:00 UTC+1      | Lucas João 45+1′, 56′, 75′ | (1 – 1) Rapport | 37′ Jevani Brown  | Reading Publik: 0<refname="BCD"group="not"></ref> Domare: Joshua Smith | Reading Publik: 0<refname="BCD"group="not"></ref> Domare: Joshua Smith |
| 15:00 UTC+1 | 15:00 UTC+1      |                            |                 |                   | Reading Publik: 0<refname="BCD"group="not"></ref> Domare: Joshua Smith | Reading Publik: 0<refname="BCD"group="not"></ref> Domare: Joshua Smith |
| 15:00 UTC+1 | 15:00 UTC+1      |                            |                 |                   | Reading Publik: 0<refname="BCD"group="not"></ref> Domare: Joshua Smith | Reading Publik: 0<refname="BCD"group="not"></ref> Domare: Joshua Smith |

|             | 5 september 2020 | Ipswich Town                             | 3 – 0           | Bristol Rovers | Portman Road                                                          |                                                                       |
| 15:00 UTC+1 | 15:00 UTC+1      | Freddie Sears 29′, 68′ Luke Chambers 44′ | (2 – 0) Rapport |                | Ipswich Publik: 0<refname="BCD"group="not"></ref> Domare: Will Finnie | Ipswich Publik: 0<refname="BCD"group="not"></ref> Domare: Will Finnie |
| 15:00 UTC+1 | 15:00 UTC+1      |                                          |                 |                | Ipswich Publik: 0<refname="BCD"group="not"></ref> Domare: Will Finnie | Ipswich Publik: 0<refname="BCD"group="not"></ref> Domare: Will Finnie |
| 15:00 UTC+1 | 15:00 UTC+1      |                                          |                 |                | Ipswich Publik: 0<refname="BCD"group="not"></ref> Domare: Will Finnie | Ipswich Publik: 0<refname="BCD"group="not"></ref> Domare: Will Finnie |

|             | 6 september 2020 | Brentford                                                       | 1 – 1                      | Wycombe Wanderers                                    | Brentford Community Stadium                                                 |                                                                             |
| 12:00 UTC+1 | 12:00 UTC+1      | Ethan Pinnock 32′                                               | (1 – 0) Rapport            | 76′ Daryl Horgan                                     | London Publik: 0<refname="BCD"group="not"></ref> Domare: Charles Breakspear | London Publik: 0<refname="BCD"group="not"></ref> Domare: Charles Breakspear |
| 12:00 UTC+1 | 12:00 UTC+1      |                                                                 |                            |                                                      | London Publik: 0<refname="BCD"group="not"></ref> Domare: Charles Breakspear | London Publik: 0<refname="BCD"group="not"></ref> Domare: Charles Breakspear |
| 12:00 UTC+1 | 12:00 UTC+1      | Ivan Toney Jan Žambůrek Mathias Jensen Sergi Canós Marcus Forss | Straffsparksläggning 4 – 2 | Joe Jacobson Nick Freeman Daryl Horgan Scott Kashket | London Publik: 0<refname="BCD"group="not"></ref> Domare: Charles Breakspear | London Publik: 0<refname="BCD"group="not"></ref> Domare: Charles Breakspear |

## Andra omgången
Totalt 50 lag deltog i den andra omgången av turneringen, däribland Bournemouth och Watford från Championship samt alla klubbar från Premier League som inte deltog i europeiska turneringar. Lottningen ägde rum den 6 september och drogs av Phil Babb. Matcherna spelades under veckan som påbörjades den 14 september 2020.
|  | Datum0000 | Hemmalag | Resultat | Bortalag | Spelplats |  |
|  |           |          |          |          |           |  |
|  |           |          |          |          |           |  |
|  |           |          |          |          |           |  |

|             | 15 september 2020 | Gillingham                                                          | 1 – 1                      | Coventry City                                                 | Priestfield Stadium                                                      |                                                                          |
| 18:00 UTC+1 | 18:00 UTC+1       | Jordan Graham 90+4′ (str.)                                          | (0 – 0) Rapport            | 61′ Maxime Biamou                                             | Gillingham Publik: 0<refname="BCD"group="not"></ref> Domare: Craig Hicks | Gillingham Publik: 0<refname="BCD"group="not"></ref> Domare: Craig Hicks |
| 18:00 UTC+1 | 18:00 UTC+1       |                                                                     |                            |                                                               | Gillingham Publik: 0<refname="BCD"group="not"></ref> Domare: Craig Hicks | Gillingham Publik: 0<refname="BCD"group="not"></ref> Domare: Craig Hicks |
| 18:00 UTC+1 | 18:00 UTC+1       | Connor Ogilvi Jordan Graham Scott Robertson Jacob Mellis Trae Coyle | Straffsparksläggning 5 – 4 | Tyler Walker Maxime Biamou Ben Sheaf Michael Rose Josh Eccles | Gillingham Publik: 0<refname="BCD"group="not"></ref> Domare: Craig Hicks | Gillingham Publik: 0<refname="BCD"group="not"></ref> Domare: Craig Hicks |

|             | 15 september 2020 | Middlesbrough | 0 – 2           | Barnsley                                | Riverside Stadium                                                                 |                                                                                   |
| 18:00 UTC+1 | 18:00 UTC+1       |               | (0 – 2) Rapport | 22′ Patrick Schmidt 34′ Jordan Williams | Middlesbrough Publik: 0<refname="BCD"group="not"></ref> Domare: Anthony Backhouse | Middlesbrough Publik: 0<refname="BCD"group="not"></ref> Domare: Anthony Backhouse |
| 18:00 UTC+1 | 18:00 UTC+1       |               |                 |                                         | Middlesbrough Publik: 0<refname="BCD"group="not"></ref> Domare: Anthony Backhouse | Middlesbrough Publik: 0<refname="BCD"group="not"></ref> Domare: Anthony Backhouse |
| 18:00 UTC+1 | 18:00 UTC+1       |               |                 |                                         | Middlesbrough Publik: 0<refname="BCD"group="not"></ref> Domare: Anthony Backhouse | Middlesbrough Publik: 0<refname="BCD"group="not"></ref> Domare: Anthony Backhouse |

|             | 15 september 2020 | Millwall                                           | 3 – 1           | Cheltenham Town | The Den                                                             |                                                                     |
| 18:00 UTC+1 | 18:00 UTC+1       | Ryan Leonard 19′ Connor Mahoney 49′ Matt Smith 62′ | (1 – 0) Rapport | 69′ Finn Azaz   | London Publik: 0<refname="BCD"group="not"></ref> Domare: John Busby | London Publik: 0<refname="BCD"group="not"></ref> Domare: John Busby |
| 18:00 UTC+1 | 18:00 UTC+1       |                                                    |                 |                 | London Publik: 0<refname="BCD"group="not"></ref> Domare: John Busby | London Publik: 0<refname="BCD"group="not"></ref> Domare: John Busby |
| 18:00 UTC+1 | 18:00 UTC+1       |                                                    |                 |                 | London Publik: 0<refname="BCD"group="not"></ref> Domare: John Busby | London Publik: 0<refname="BCD"group="not"></ref> Domare: John Busby |

|             | 15 september 2020 | Reading | 0 – 1           | Luton Town       | Madejski Stadium                                                      |                                                                       |
| 18:00 UTC+1 | 18:00 UTC+1       |         | (0 – 1) Rapport | 24′ Jordan Clark | Reading Publik: 0<refname="BCD"group="not"></ref> Domare: Andy Davies | Reading Publik: 0<refname="BCD"group="not"></ref> Domare: Andy Davies |
| 18:00 UTC+1 | 18:00 UTC+1       |         |                 |                  | Reading Publik: 0<refname="BCD"group="not"></ref> Domare: Andy Davies | Reading Publik: 0<refname="BCD"group="not"></ref> Domare: Andy Davies |
| 18:00 UTC+1 | 18:00 UTC+1       |         |                 |                  | Reading Publik: 0<refname="BCD"group="not"></ref> Domare: Andy Davies | Reading Publik: 0<refname="BCD"group="not"></ref> Domare: Andy Davies |

|             | 15 september 2020 | Derby County     | 1 – 2           | Preston North End                              | Pride Park Stadium                                                  |                                                                     |
| 18:30 UTC+1 | 18:30 UTC+1       | Jason Knight 51′ | (0 – 0) Rapport | 79′ Tom Barkhuizen 90+2′ (str.) Daniel Johnson | Derby Publik: 0<refname="BCD"group="not"></ref> Domare: Andy Davies | Derby Publik: 0<refname="BCD"group="not"></ref> Domare: Andy Davies |
| 18:30 UTC+1 | 18:30 UTC+1       |                  |                 |                                                | Derby Publik: 0<refname="BCD"group="not"></ref> Domare: Andy Davies | Derby Publik: 0<refname="BCD"group="not"></ref> Domare: Andy Davies |
| 18:30 UTC+1 | 18:30 UTC+1       |                  |                 |                                                | Derby Publik: 0<refname="BCD"group="not"></ref> Domare: Andy Davies | Derby Publik: 0<refname="BCD"group="not"></ref> Domare: Andy Davies |

|             | 15 september 2020 | Bradford City | 0 – 5           | Lincoln City                                                                                  | Valley Parade                                                               |                                                                             |
| 19:00 UTC+1 | 19:00 UTC+1       |               | (0 – 4) Rapport | 4′ (sjm.) Tyler French 6′Anthony Scully 29′ Lewis Montsma 41′ James Jones 90+3′ Callum Morton | Bradford Publik: 0<refname="BCD"group="not"></ref> Domare: Geoff Eltringham | Bradford Publik: 0<refname="BCD"group="not"></ref> Domare: Geoff Eltringham |
| 19:00 UTC+1 | 19:00 UTC+1       |               |                 |                                                                                               | Bradford Publik: 0<refname="BCD"group="not"></ref> Domare: Geoff Eltringham | Bradford Publik: 0<refname="BCD"group="not"></ref> Domare: Geoff Eltringham |
| 19:00 UTC+1 | 19:00 UTC+1       |               |                 |                                                                                               | Bradford Publik: 0<refname="BCD"group="not"></ref> Domare: Geoff Eltringham | Bradford Publik: 0<refname="BCD"group="not"></ref> Domare: Geoff Eltringham |

|             | 15 september 2020 | Fleetwood Town                   | 2 – 1           | Port Vale           | Highbury Stadium                                                       |                                                                        |
| 19:00 UTC+1 | 19:00 UTC+1       | Paddy Madden 14′ Josh Morris 75′ | (1 – 0) Rapport | 49′ Danny Whitehead | Fleetwood Publik: 0<refname="BCD"group="not"></ref> Domare: Ross Joyce | Fleetwood Publik: 0<refname="BCD"group="not"></ref> Domare: Ross Joyce |
| 19:00 UTC+1 | 19:00 UTC+1       |                                  |                 |                     | Fleetwood Publik: 0<refname="BCD"group="not"></ref> Domare: Ross Joyce | Fleetwood Publik: 0<refname="BCD"group="not"></ref> Domare: Ross Joyce |
| 19:00 UTC+1 | 19:00 UTC+1       |                                  |                 |                     | Fleetwood Publik: 0<refname="BCD"group="not"></ref> Domare: Ross Joyce | Fleetwood Publik: 0<refname="BCD"group="not"></ref> Domare: Ross Joyce |

|             | 15 september 2020 | Newport County  | 1 – 0           | Cambridge United | Rodney Parade                                                        |                                                                      |
| 19:00 UTC+1 | 19:00 UTC+1       | Scott Twine 80′ | (0 – 0) Rapport |                  | Newport Publik: 0<refname="BCD"group="not"></ref> Domare: Lee Swabey | Newport Publik: 0<refname="BCD"group="not"></ref> Domare: Lee Swabey |
| 19:00 UTC+1 | 19:00 UTC+1       |                 |                 |                  | Newport Publik: 0<refname="BCD"group="not"></ref> Domare: Lee Swabey | Newport Publik: 0<refname="BCD"group="not"></ref> Domare: Lee Swabey |
| 19:00 UTC+1 | 19:00 UTC+1       |                 |                 |                  | Newport Publik: 0<refname="BCD"group="not"></ref> Domare: Lee Swabey | Newport Publik: 0<refname="BCD"group="not"></ref> Domare: Lee Swabey |

|             | 15 september 2020 | Oxford United                            | 1 – 1                      | Watford                              | Kassam Stadium                                                         |                                                                        |
| 19:00 UTC+1 | 19:00 UTC+1       | Robert Hall 26′                          | (1 – 0) Rapport            | 89′ Ken Sema                         | Oxford Publik: 0<refname="BCD"group="not"></ref> Domare: Leigh Doughty | Oxford Publik: 0<refname="BCD"group="not"></ref> Domare: Leigh Doughty |
| 19:00 UTC+1 | 19:00 UTC+1       |                                          |                            |                                      | Oxford Publik: 0<refname="BCD"group="not"></ref> Domare: Leigh Doughty | Oxford Publik: 0<refname="BCD"group="not"></ref> Domare: Leigh Doughty |
| 19:00 UTC+1 | 19:00 UTC+1       | Anthony Forde Marcus McGuane Robert Hall | Straffsparksläggning 0 – 3 | Ken Sema Domingos Quina Stipe Perica | Oxford Publik: 0<refname="BCD"group="not"></ref> Domare: Leigh Doughty | Oxford Publik: 0<refname="BCD"group="not"></ref> Domare: Leigh Doughty |

|             | 15 september 2020 | Newcastle United | 1 – 0           | Blackburn Rovers | St James' Park                                                                       |                                                                                      |
| 19:30 UTC+1 | 19:30 UTC+1       | Ryan Fraser 35′  | (1 – 0) Rapport |                  | Newcastle upon Tyne Publik: 0<refname="BCD"group="not"></ref> Domare: Jarred Gillett | Newcastle upon Tyne Publik: 0<refname="BCD"group="not"></ref> Domare: Jarred Gillett |
| 19:30 UTC+1 | 19:30 UTC+1       |                  |                 |                  | Newcastle upon Tyne Publik: 0<refname="BCD"group="not"></ref> Domare: Jarred Gillett | Newcastle upon Tyne Publik: 0<refname="BCD"group="not"></ref> Domare: Jarred Gillett |
| 19:30 UTC+1 | 19:30 UTC+1       |                  |                 |                  | Newcastle upon Tyne Publik: 0<refname="BCD"group="not"></ref> Domare: Jarred Gillett | Newcastle upon Tyne Publik: 0<refname="BCD"group="not"></ref> Domare: Jarred Gillett |

|             | 15 september 2020 | West Ham United                               | 3 – 0           | Charlton Athletic | Olympiastadion                                                          |                                                                         |
| 19:30 UTC+1 | 19:30 UTC+1       | Sébastien Haller 22′, 26′ Felipe Anderson 80′ | (2 – 0) Rapport |                   | London Publik: 0<refname="BCD"group="not"></ref> Domare: Andre Marriner | London Publik: 0<refname="BCD"group="not"></ref> Domare: Andre Marriner |
| 19:30 UTC+1 | 19:30 UTC+1       |                                               |                 |                   | London Publik: 0<refname="BCD"group="not"></ref> Domare: Andre Marriner | London Publik: 0<refname="BCD"group="not"></ref> Domare: Andre Marriner |
| 19:30 UTC+1 | 19:30 UTC+1       |                                               |                 |                   | London Publik: 0<refname="BCD"group="not"></ref> Domare: Andre Marriner | London Publik: 0<refname="BCD"group="not"></ref> Domare: Andre Marriner |

|             | 15 september 2020 | Bournemouth | 0 – 0                        | Crystal Palace | Dean Court                                                                 |                                                                            |
| 19:45 UTC+1 | 19:45 UTC+1       | | Rapport                      | | Bournemouth Publik: 0<refname="BCD"group="not"></ref> Domare: Keith Stroud | Bournemouth Publik: 0<refname="BCD"group="not"></ref> Domare: Keith Stroud |
| 19:45 UTC+1 | 19:45 UTC+1       | |                              | | Bournemouth Publik: 0<refname="BCD"group="not"></ref> Domare: Keith Stroud | Bournemouth Publik: 0<refname="BCD"group="not"></ref> Domare: Keith Stroud |
| 19:45 UTC+1 | 19:45 UTC+1       | David Brooks Sam Surridge Philip Billing Lloyd Kelly Dominic Solanke JackSimpson Dan Gosling Jefferson Lerma Nnamdi Ofoborh Jordan Zemura Asmir Begović David Brooks | Straffsparksläggning 11 – 10 | Luka Milivojević Michy Batshuayi Andros Townsend Eberechi Eze Jordan Ayew Max Meyer Mamadou Sakho Martin Kelly Ryan Inniss Jarosław Jach Wayne Hennessey Luka Milivojević | Bournemouth Publik: 0<refname="BCD"group="not"></ref> Domare: Keith Stroud | Bournemouth Publik: 0<refname="BCD"group="not"></ref> Domare: Keith Stroud |

|             | 15 september 2020 | Burton Albion   | 1 – 3           | Aston Villa                                            | Pirelli Stadium                                                                     |                                                                                     |
| 19:45 UTC+1 | 19:45 UTC+1       | Colin Daniel 2′ | (1 – 1) Rapport | 39′ Ollie Watkins 88′ Jack Grealish 90+4′ Keinan Davis | Burton upon Trent Publik: 0<refname="BCD"group="not"></ref> Domare: Oliver Langford | Burton upon Trent Publik: 0<refname="BCD"group="not"></ref> Domare: Oliver Langford |
| 19:45 UTC+1 | 19:45 UTC+1       |                 |                 |                                                        | Burton upon Trent Publik: 0<refname="BCD"group="not"></ref> Domare: Oliver Langford | Burton upon Trent Publik: 0<refname="BCD"group="not"></ref> Domare: Oliver Langford |
| 19:45 UTC+1 | 19:45 UTC+1       |                 |                 |                                                        | Burton upon Trent Publik: 0<refname="BCD"group="not"></ref> Domare: Oliver Langford | Burton upon Trent Publik: 0<refname="BCD"group="not"></ref> Domare: Oliver Langford |

|             | 15 september 2020 | Leyton Orient                                         | 3 – 2           | Plymouth Argyle                       | Brisbane Road                                                         |                                                                       |
| 19:45 UTC+1 | 19:45 UTC+1       | Louis Dennis 55′ Jobi McAnuff 74′ Danny Johnson 90+3′ | (0 – 2) Rapport | 19′ Panutche Camara 34′ Kelland Watts | Leyton Publik: 0<refname="BCD"group="not"></ref> Domare: Joshua Smith | Leyton Publik: 0<refname="BCD"group="not"></ref> Domare: Joshua Smith |
| 19:45 UTC+1 | 19:45 UTC+1       |                                                       |                 |                                       | Leyton Publik: 0<refname="BCD"group="not"></ref> Domare: Joshua Smith | Leyton Publik: 0<refname="BCD"group="not"></ref> Domare: Joshua Smith |
| 19:45 UTC+1 | 19:45 UTC+1       |                                                       |                 |                                       | Leyton Publik: 0<refname="BCD"group="not"></ref> Domare: Joshua Smith | Leyton Publik: 0<refname="BCD"group="not"></ref> Domare: Joshua Smith |

|             | 15 september 2020 | Morecambe        | 1 – 0           | Oldham Athletic | Globe Arena                                                           |                                                                       |
| 19:45 UTC+1 | 19:45 UTC+1       | Aaron Wildig 22′ | (1 – 0) Rapport |                 | Morecambe Publik: 0<refname="BCD"group="not"></ref> Domare: Ben Toner | Morecambe Publik: 0<refname="BCD"group="not"></ref> Domare: Ben Toner |
| 19:45 UTC+1 | 19:45 UTC+1       |                  |                 |                 | Morecambe Publik: 0<refname="BCD"group="not"></ref> Domare: Ben Toner | Morecambe Publik: 0<refname="BCD"group="not"></ref> Domare: Ben Toner |
| 19:45 UTC+1 | 19:45 UTC+1       |                  |                 |                 | Morecambe Publik: 0<refname="BCD"group="not"></ref> Domare: Ben Toner | Morecambe Publik: 0<refname="BCD"group="not"></ref> Domare: Ben Toner |

|             | 15 september 2020 | Rochdale | 0 – 2           | Sheffield Wednesday                 | Spotland Stadium                                                           |                                                                            |
| 19:45 UTC+1 | 19:45 UTC+1       |          | (0 – 0) Rapport | 54′ Elias Kachunga 80′ Josh Windass | Rochdale Publik: 0<refname="BCD"group="not"></ref> Domare: Seb Stockbridge | Rochdale Publik: 0<refname="BCD"group="not"></ref> Domare: Seb Stockbridge |
| 19:45 UTC+1 | 19:45 UTC+1       |          |                 |                                     | Rochdale Publik: 0<refname="BCD"group="not"></ref> Domare: Seb Stockbridge | Rochdale Publik: 0<refname="BCD"group="not"></ref> Domare: Seb Stockbridge |
| 19:45 UTC+1 | 19:45 UTC+1       |          |                 |                                     | Rochdale Publik: 0<refname="BCD"group="not"></ref> Domare: Seb Stockbridge | Rochdale Publik: 0<refname="BCD"group="not"></ref> Domare: Seb Stockbridge |

|             | 16 september 2020 | West Bromwich Albion                                      | 3 – 0           | Harrogate Town | The Hawthorns                                                                  |                                                                                |
| 18:00 UTC+1 | 18:00 UTC+1       | Rekeem Harper 18′ Hal Robson-Kanu 22′ Callum Robinson 77′ | (2 – 0) Rapport |                | West Bromwich Publik: 0<refname="BCD"group="not"></ref> Domare: Thomas Bramall | West Bromwich Publik: 0<refname="BCD"group="not"></ref> Domare: Thomas Bramall |
| 18:00 UTC+1 | 18:00 UTC+1       |                                                           |                 |                | West Bromwich Publik: 0<refname="BCD"group="not"></ref> Domare: Thomas Bramall | West Bromwich Publik: 0<refname="BCD"group="not"></ref> Domare: Thomas Bramall |
| 18:00 UTC+1 | 18:00 UTC+1       |                                                           |                 |                | West Bromwich Publik: 0<refname="BCD"group="not"></ref> Domare: Thomas Bramall | West Bromwich Publik: 0<refname="BCD"group="not"></ref> Domare: Thomas Bramall |

|             | 16 september 2020 | Ipswich Town | 0 – 1           | Fulham                  | Portman Road                                                              |                                                                           |
| 19:00 UTC+1 | 19:00 UTC+1       |              | (0 – 1) Rapport | 38′ Aleksandar Mitrović | Ipswich Publik: 0<refname="BCD"group="not"></ref> Domare: Dean Whitestone | Ipswich Publik: 0<refname="BCD"group="not"></ref> Domare: Dean Whitestone |
| 19:00 UTC+1 | 19:00 UTC+1       |              |                 |                         | Ipswich Publik: 0<refname="BCD"group="not"></ref> Domare: Dean Whitestone | Ipswich Publik: 0<refname="BCD"group="not"></ref> Domare: Dean Whitestone |
| 19:00 UTC+1 | 19:00 UTC+1       |              |                 |                         | Ipswich Publik: 0<refname="BCD"group="not"></ref> Domare: Dean Whitestone | Ipswich Publik: 0<refname="BCD"group="not"></ref> Domare: Dean Whitestone |

|             | 16 september 2020 | Bristol City                                               | 4 – 0           | Northampton Town | Ashton Gate Stadium                                                     |                                                                         |
| 19:45 UTC+1 | 19:45 UTC+1       | Chris Martin 43′ Kasey Palmer 48′, 88′ Antoine Semenyo 82′ | (1 – 0) Rapport |                  | Bristol Publik: 0<refname="BCD"group="not"></ref> Domare: Kevin Johnson | Bristol Publik: 0<refname="BCD"group="not"></ref> Domare: Kevin Johnson |
| 19:45 UTC+1 | 19:45 UTC+1       |                                                            |                 |                  | Bristol Publik: 0<refname="BCD"group="not"></ref> Domare: Kevin Johnson | Bristol Publik: 0<refname="BCD"group="not"></ref> Domare: Kevin Johnson |
| 19:45 UTC+1 | 19:45 UTC+1       |                                                            |                 |                  | Bristol Publik: 0<refname="BCD"group="not"></ref> Domare: Kevin Johnson | Bristol Publik: 0<refname="BCD"group="not"></ref> Domare: Kevin Johnson |

|             | 16 september 2020 | Leeds United | 1 – 1                      | Hull City | Elland Road                                                        |                                                                    |
| 19:45 UTC+1 | 19:45 UTC+1       | Ezgjan Alioski 90+3′ | (0 – 1) Rapport            | 5′ Mallik Wilks | Leeds Publik: 0<refname="BCD"group="not"></ref> Domare: David Webb | Leeds Publik: 0<refname="BCD"group="not"></ref> Domare: David Webb |
| 19:45 UTC+1 | 19:45 UTC+1       | |                            | | Leeds Publik: 0<refname="BCD"group="not"></ref> Domare: David Webb | Leeds Publik: 0<refname="BCD"group="not"></ref> Domare: David Webb |
| 19:45 UTC+1 | 19:45 UTC+1       | Rodrigo Ezgjan Alioski Tyler Roberts Ian Poveda Barry Douglas Pascal Struijk Leif Davis Robbie Gotts Kiko Casilla Jamie Shackleton | Straffsparksläggning 8 – 9 | Greg Docherty Callum Jones Lewie Coyle James Scott Thomas Mayer Callum Elder Sean McLoughlin Billy Chadwick Daniel Batty Alfie Jones | Leeds Publik: 0<refname="BCD"group="not"></ref> Domare: David Webb | Leeds Publik: 0<refname="BCD"group="not"></ref> Domare: David Webb |

|             | 16 september 2020 | Southampton | 0 – 2           | Brentford                                 | St Mary's Stadium                                                         |                                                                           |
| 19:45 UTC+1 | 19:45 UTC+1       |             | (0 – 2) Rapport | 40′ Christian Nørgaard 45+1′ Josh Dasilva | Southampton Publik: 0<refname="BCD"group="not"></ref> Domare: John Brooks | Southampton Publik: 0<refname="BCD"group="not"></ref> Domare: John Brooks |
| 19:45 UTC+1 | 19:45 UTC+1       |             |                 |                                           | Southampton Publik: 0<refname="BCD"group="not"></ref> Domare: John Brooks | Southampton Publik: 0<refname="BCD"group="not"></ref> Domare: John Brooks |
| 19:45 UTC+1 | 19:45 UTC+1       |             |                 |                                           | Southampton Publik: 0<refname="BCD"group="not"></ref> Domare: John Brooks | Southampton Publik: 0<refname="BCD"group="not"></ref> Domare: John Brooks |

|             | 16 september 2020 | Everton                                                     | 3 – 0           | Salford City | Goodison Park                                                            |                                                                          |
| 20:15 UTC+1 | 20:15 UTC+1       | Michael Keane 8′ Gylfi Sigurðsson 74′ Moise Kean 87′ (str.) | (1 – 0) Rapport |              | Liverpool Publik: 0<refname="BCD"group="not"></ref> Domare: Marc Edwards | Liverpool Publik: 0<refname="BCD"group="not"></ref> Domare: Marc Edwards |
| 20:15 UTC+1 | 20:15 UTC+1       |                                                             |                 |              | Liverpool Publik: 0<refname="BCD"group="not"></ref> Domare: Marc Edwards | Liverpool Publik: 0<refname="BCD"group="not"></ref> Domare: Marc Edwards |
| 20:15 UTC+1 | 20:15 UTC+1       |                                                             |                 |              | Liverpool Publik: 0<refname="BCD"group="not"></ref> Domare: Marc Edwards | Liverpool Publik: 0<refname="BCD"group="not"></ref> Domare: Marc Edwards |

|             | 17 september 2020 | Burnley                                                         | 1 – 1                      | Sheffield United                                                | Turf Moor                                                              |                                                                        |
| 17:30 UTC+1 | 17:30 UTC+1       | Matěj Vydra 67′                                                 | (0 – 1) Rapport            | 4′ David McGoldrick                                             | Burnley Publik: 0<refname="BCD"group="not"></ref> Domare: Paul Tierney | Burnley Publik: 0<refname="BCD"group="not"></ref> Domare: Paul Tierney |
| 17:30 UTC+1 | 17:30 UTC+1       |                                                                 |                            |                                                                 | Burnley Publik: 0<refname="BCD"group="not"></ref> Domare: Paul Tierney | Burnley Publik: 0<refname="BCD"group="not"></ref> Domare: Paul Tierney |
| 17:30 UTC+1 | 17:30 UTC+1       | Chris Wood Matěj Vydra Josh Brownhill Erik Pieters Robbie Brady | Straffsparksläggning 5 – 4 | Oliver Norwood Oli McBurnie Billy Sharp Sander Berge Ben Osborn | Burnley Publik: 0<refname="BCD"group="not"></ref> Domare: Paul Tierney | Burnley Publik: 0<refname="BCD"group="not"></ref> Domare: Paul Tierney |

|             | 17 september 2020 | Wolverhampton Wanderers | 0 – 1           | Stoke City      | Molineux Stadium                                                             |                                                                              |
| 19:00 UTC+1 | 19:00 UTC+1       |                         | (0 – 0) Rapport | 86′ Jacob Brown | Wolverhampton Publik: 0<refname="BCD"group="not"></ref> Domare: Simon Hooper | Wolverhampton Publik: 0<refname="BCD"group="not"></ref> Domare: Simon Hooper |
| 19:00 UTC+1 | 19:00 UTC+1       |                         |                 |                 | Wolverhampton Publik: 0<refname="BCD"group="not"></ref> Domare: Simon Hooper | Wolverhampton Publik: 0<refname="BCD"group="not"></ref> Domare: Simon Hooper |
| 19:00 UTC+1 | 19:00 UTC+1       |                         |                 |                 | Wolverhampton Publik: 0<refname="BCD"group="not"></ref> Domare: Simon Hooper | Wolverhampton Publik: 0<refname="BCD"group="not"></ref> Domare: Simon Hooper |

|             | 17 september 2020 | Brighton & Hove Albion                                                           | 4 – 0           | Portsmouth | Falmer Stadium                                                                |                                                                               |
| 19:45 UTC+1 | 19:45 UTC+1       | Alexis Mac Allister 38′ Alireza Jahanbakhsh 54′ Bernardo 58′ Viktor Gyökeres 71′ | (1 – 0) Rapport |            | Brighton Publik: 0<refname="BCDfuture"group="not"></ref> Domare: Matt Donohue | Brighton Publik: 0<refname="BCDfuture"group="not"></ref> Domare: Matt Donohue |
| 19:45 UTC+1 | 19:45 UTC+1       |                                                                                  |                 |            | Brighton Publik: 0<refname="BCDfuture"group="not"></ref> Domare: Matt Donohue | Brighton Publik: 0<refname="BCDfuture"group="not"></ref> Domare: Matt Donohue |
| 19:45 UTC+1 | 19:45 UTC+1       |                                                                                  |                 |            | Brighton Publik: 0<refname="BCDfuture"group="not"></ref> Domare: Matt Donohue | Brighton Publik: 0<refname="BCDfuture"group="not"></ref> Domare: Matt Donohue |

## Tredje omgången
Totalt 32 lag spelade i den tredje omgången av turneringen. I denna omgång gjorde Arsenal, Chelsea, Leicester City, Liverpool, Manchester City, Manchester United och Tottenham Hotspur entré då de kvalificerade sig för europeiska turneringar inför säsongen och därför gjorde de 25 vinnarna från den andra omgången sällskap. Lottningen ägde rum den 6 september och drogs av Phil Babb. Matcherna spelades under veckan som påbörjades den 21 september 2020.
|  | Datum0000 | Hemmalag | Resultat | Bortalag | Spelplats |  |
|  |           |          |          |          |           |  |
|  |           |          |          |          |           |  |
|  |           |          |          |          |           |  |

|             | 22 september 2020 | Newport County                                          | 3 – 1           | Watford                 | Rodney Parade                                                                |                                                                              |
| 19:00 UTC+1 | 19:00 UTC+1       | Tristan Abrahams 18′ Joss Labadie 28′ Pádraig Amond 65′ | (2 – 0) Rapport | 54′ Adalberto Peñaranda | Newport Publik: 0<refname="BCD"group="not"></ref> Domare: Charles Breakspear | Newport Publik: 0<refname="BCD"group="not"></ref> Domare: Charles Breakspear |
| 19:00 UTC+1 | 19:00 UTC+1       |                                                         |                 |                         | Newport Publik: 0<refname="BCD"group="not"></ref> Domare: Charles Breakspear | Newport Publik: 0<refname="BCD"group="not"></ref> Domare: Charles Breakspear |
| 19:00 UTC+1 | 19:00 UTC+1       |                                                         |                 |                         | Newport Publik: 0<refname="BCD"group="not"></ref> Domare: Charles Breakspear | Newport Publik: 0<refname="BCD"group="not"></ref> Domare: Charles Breakspear |

|             | 22 september 2020 | West Bromwich Albion                                                      | 2 – 2                      | Brentford                                                                     | The Hawthorns                                                                |                                                                              |
| 19:00 UTC+1 | 19:00 UTC+1       | Hal Robson-Kanu 56′ (str.), 66′ (str.)                                    | (0 – 0) Rapport            | 58′ Emiliano Marcondes 73′ (str.) Marcus Forss                                | West Bromwich Publik: 0<refname="BCD"group="not"></ref> Domare: Keith Stroud | West Bromwich Publik: 0<refname="BCD"group="not"></ref> Domare: Keith Stroud |
| 19:00 UTC+1 | 19:00 UTC+1       |                                                                           |                            |                                                                               | West Bromwich Publik: 0<refname="BCD"group="not"></ref> Domare: Keith Stroud | West Bromwich Publik: 0<refname="BCD"group="not"></ref> Domare: Keith Stroud |
| 19:00 UTC+1 | 19:00 UTC+1       | Charlie Austin Conor Gallagher Kyle Edwards Conor Townsend Grady Diangana | Straffsparksläggning 4 – 5 | Ivan Toney Joshua Da Silva Tarique Fosu-Henry Marcus Forss Christian Nørgaard | West Bromwich Publik: 0<refname="BCD"group="not"></ref> Domare: Keith Stroud | West Bromwich Publik: 0<refname="BCD"group="not"></ref> Domare: Keith Stroud |

|             | 22 september 2020 | West Ham United                                                                      | 5 – 1           | Hull City        | Olympiastadion                                                        |                                                                       |
| 19:30 UTC+1 | 19:30 UTC+1       | Robert Snodgrass 18′ Sébastien Haller 45′, 90+1′ Andrij Jarmolenko 56′ (str.), 90+2′ | (2 – 0) Rapport | 70′ Mallik Wilks | London Publik: 0<refname="BCD"group="not"></ref> Domare: Simon Hooper | London Publik: 0<refname="BCD"group="not"></ref> Domare: Simon Hooper |
| 19:30 UTC+1 | 19:30 UTC+1       |                                                                                      |                 |                  | London Publik: 0<refname="BCD"group="not"></ref> Domare: Simon Hooper | London Publik: 0<refname="BCD"group="not"></ref> Domare: Simon Hooper |
| 19:30 UTC+1 | 19:30 UTC+1       |                                                                                      |                 |                  | London Publik: 0<refname="BCD"group="not"></ref> Domare: Simon Hooper | London Publik: 0<refname="BCD"group="not"></ref> Domare: Simon Hooper |

|             | 22 september 2020 | Luton Town | 0 – 3           | Manchester United                                              | Kenilworth Road                                                      |                                                                      |
| 20:15 UTC+1 | 20:15 UTC+1       |            | (0 – 1) Rapport | 44′ (str.) Juan Mata 88′ Marcus Rashford 90+2′ Mason Greenwood | Luton Publik: 0<refname="BCD"group="not"></ref> Domare: Tim Robinson | Luton Publik: 0<refname="BCD"group="not"></ref> Domare: Tim Robinson |
| 20:15 UTC+1 | 20:15 UTC+1       |            |                 |                                                                | Luton Publik: 0<refname="BCD"group="not"></ref> Domare: Tim Robinson | Luton Publik: 0<refname="BCD"group="not"></ref> Domare: Tim Robinson |
| 20:15 UTC+1 | 20:15 UTC+1       |            |                 |                                                                | Luton Publik: 0<refname="BCD"group="not"></ref> Domare: Tim Robinson | Luton Publik: 0<refname="BCD"group="not"></ref> Domare: Tim Robinson |

|             | 23 september 2020 | Millwall | 0 – 2           | Burnley                              | The Den                                                              |                                                                      |
| 19:00 UTC+1 | 19:00 UTC+1       |          | (0 – 1) Rapport | 45′ Josh Brownhill 90+3′ Matěj Vydra | London Publik: 0<refname="BCD"group="not"></ref> Domare: Andy Davies | London Publik: 0<refname="BCD"group="not"></ref> Domare: Andy Davies |
| 19:00 UTC+1 | 19:00 UTC+1       |          |                 |                                      | London Publik: 0<refname="BCD"group="not"></ref> Domare: Andy Davies | London Publik: 0<refname="BCD"group="not"></ref> Domare: Andy Davies |
| 19:00 UTC+1 | 19:00 UTC+1       |          |                 |                                      | London Publik: 0<refname="BCD"group="not"></ref> Domare: Andy Davies | London Publik: 0<refname="BCD"group="not"></ref> Domare: Andy Davies |

|             | 23 september 2020 | Preston North End | 0 – 2           | Brighton & Hove Albion                          | Deepdale                                                               |                                                                        |
| 19:00 UTC+1 | 19:00 UTC+1       |                   | (0 – 0) Rapport | 57′ Alireza Jahanbakhsh 75′ Alexis Mac Allister | Preston Publik: 0<refname="BCD"group="not"></ref> Domare: Steve Martin | Preston Publik: 0<refname="BCD"group="not"></ref> Domare: Steve Martin |
| 19:00 UTC+1 | 19:00 UTC+1       |                   |                 |                                                 | Preston Publik: 0<refname="BCD"group="not"></ref> Domare: Steve Martin | Preston Publik: 0<refname="BCD"group="not"></ref> Domare: Steve Martin |
| 19:00 UTC+1 | 19:00 UTC+1       |                   |                 |                                                 | Preston Publik: 0<refname="BCD"group="not"></ref> Domare: Steve Martin | Preston Publik: 0<refname="BCD"group="not"></ref> Domare: Steve Martin |

|             | 23 september 2020 | Stoke City          | 1 – 0           | Gillingham | bet365 Stadium                                                              |                                                                             |
| 19:00 UTC+1 | 19:00 UTC+1       | Tyrese Campbell 37′ | (1 – 0) Rapport |            | Stoke-on-Trent Publik: 0<refname="BCD"group="not"></ref> Domare: David Webb | Stoke-on-Trent Publik: 0<refname="BCD"group="not"></ref> Domare: David Webb |
| 19:00 UTC+1 | 19:00 UTC+1       |                     |                 |            | Stoke-on-Trent Publik: 0<refname="BCD"group="not"></ref> Domare: David Webb | Stoke-on-Trent Publik: 0<refname="BCD"group="not"></ref> Domare: David Webb |
| 19:00 UTC+1 | 19:00 UTC+1       |                     |                 |            | Stoke-on-Trent Publik: 0<refname="BCD"group="not"></ref> Domare: David Webb | Stoke-on-Trent Publik: 0<refname="BCD"group="not"></ref> Domare: David Webb |

|             | 23 september 2020 | Fulham                                       | 2 – 0           | Sheffield Wednesday | Craven Cottage                                                     |                                                                    |
| 19:00 UTC+1 | 19:00 UTC+1       | Aboubakar Kamara 9′ Bobby Decordova-Reid 32′ | (2 – 0) Rapport |                     | London Publik: 0<refname="BCD"group="not"></ref> Domare: Lee Mason | London Publik: 0<refname="BCD"group="not"></ref> Domare: Lee Mason |
| 19:00 UTC+1 | 19:00 UTC+1       |                                              |                 |                     | London Publik: 0<refname="BCD"group="not"></ref> Domare: Lee Mason | London Publik: 0<refname="BCD"group="not"></ref> Domare: Lee Mason |
| 19:00 UTC+1 | 19:00 UTC+1       |                                              |                 |                     | London Publik: 0<refname="BCD"group="not"></ref> Domare: Lee Mason | London Publik: 0<refname="BCD"group="not"></ref> Domare: Lee Mason |

|             | 23 september 2020 | Chelsea                                                                         | 6 – 0           | Barnsley | Stamford Bridge                                                      |                                                                      |
| 19:45 UTC+1 | 19:45 UTC+1       | Tammy Abraham 19′ Kai Havertz 28′, 55′, 65′ Ross Barkley 49′ Olivier Giroud 83′ | (2 – 0) Rapport |          | London Publik: 0<refname="BCD"group="not"></ref> Domare: Darren Bond | London Publik: 0<refname="BCD"group="not"></ref> Domare: Darren Bond |
| 19:45 UTC+1 | 19:45 UTC+1       |                                                                                 |                 |          | London Publik: 0<refname="BCD"group="not"></ref> Domare: Darren Bond | London Publik: 0<refname="BCD"group="not"></ref> Domare: Darren Bond |
| 19:45 UTC+1 | 19:45 UTC+1       |                                                                                 |                 |          | London Publik: 0<refname="BCD"group="not"></ref> Domare: Darren Bond | London Publik: 0<refname="BCD"group="not"></ref> Domare: Darren Bond |

|             | 23 september 2020 | Fleetwood Town                  | 2 – 5           | Everton                                                          | Highbury Stadium                                                           |                                                                            |
| 19:45 UTC+1 | 19:45 UTC+1       | Mark Duffy 48′ Callum Camps 58′ | (0 – 2) Rapport | 22′, 34′ Richarlison 49′ Alex Iwobi 73′ Bernard 90+4′ Moise Kean | Fleetwood Publik: 0<refname="BCD"group="not"></ref> Domare: Jeremy Simpson | Fleetwood Publik: 0<refname="BCD"group="not"></ref> Domare: Jeremy Simpson |
| 19:45 UTC+1 | 19:45 UTC+1       |                                 |                 |                                                                  | Fleetwood Publik: 0<refname="BCD"group="not"></ref> Domare: Jeremy Simpson | Fleetwood Publik: 0<refname="BCD"group="not"></ref> Domare: Jeremy Simpson |
| 19:45 UTC+1 | 19:45 UTC+1       |                                 |                 |                                                                  | Fleetwood Publik: 0<refname="BCD"group="not"></ref> Domare: Jeremy Simpson | Fleetwood Publik: 0<refname="BCD"group="not"></ref> Domare: Jeremy Simpson |

|             | 23 september 2020 | Leicester City | 0 – 2           | Arsenal                                      | King Power Stadium                                                       |                                                                          |
| 19:45 UTC+1 | 19:45 UTC+1       |                | (0 – 0) Rapport | 57′ (sjm.) Christian Fuchs 90′ Eddie Nketiah | Leicester Publik: 0<refname="BCD"group="not"></ref> Domare: Peter Bankes | Leicester Publik: 0<refname="BCD"group="not"></ref> Domare: Peter Bankes |
| 19:45 UTC+1 | 19:45 UTC+1       |                |                 |                                              | Leicester Publik: 0<refname="BCD"group="not"></ref> Domare: Peter Bankes | Leicester Publik: 0<refname="BCD"group="not"></ref> Domare: Peter Bankes |
| 19:45 UTC+1 | 19:45 UTC+1       |                |                 |                                              | Leicester Publik: 0<refname="BCD"group="not"></ref> Domare: Peter Bankes | Leicester Publik: 0<refname="BCD"group="not"></ref> Domare: Peter Bankes |

|             | 23 september 2020 | Morecambe | 0 – 7           | Newcastle United | Globe Arena                                                                 |                                                                             |
| 19:45 UTC+1 | 19:45 UTC+1       |           | (0 – 5) Rapport | 5′, 31′ Joelinton 20′ Miguel Almirón 27′ Jacob Murphy 45+2′ Isaac Hayden 51′ Jamaal Lascelles 90+2′ (sjm.) Samuel Lavelle | Morecambe Publik: 0<refname="BCD"group="not"></ref> Domare: Darren Drysdale | Morecambe Publik: 0<refname="BCD"group="not"></ref> Domare: Darren Drysdale |
| 19:45 UTC+1 | 19:45 UTC+1       |           |                 | | Morecambe Publik: 0<refname="BCD"group="not"></ref> Domare: Darren Drysdale | Morecambe Publik: 0<refname="BCD"group="not"></ref> Domare: Darren Drysdale |
| 19:45 UTC+1 | 19:45 UTC+1       |           |                 | | Morecambe Publik: 0<refname="BCD"group="not"></ref> Domare: Darren Drysdale | Morecambe Publik: 0<refname="BCD"group="not"></ref> Domare: Darren Drysdale |

|             | 24 september 2020 | Bristol City | 0 – 3   | Aston Villa                                              | Ashton Gate Stadium                                                       |                                                                           |
| 19:00 UTC+1 | 19:00 UTC+1       |              | (0 – 2) | 11′ Anwar El Ghazi 14′ Bertrand Traoré 73′ Ollie Watkins | Bristol Publik: 0<refname="BCD"group="not"></ref> Domare: James Linington | Bristol Publik: 0<refname="BCD"group="not"></ref> Domare: James Linington |
| 19:00 UTC+1 | 19:00 UTC+1       |              |         |                                                          | Bristol Publik: 0<refname="BCD"group="not"></ref> Domare: James Linington | Bristol Publik: 0<refname="BCD"group="not"></ref> Domare: James Linington |
| 19:00 UTC+1 | 19:00 UTC+1       |              |         |                                                          | Bristol Publik: 0<refname="BCD"group="not"></ref> Domare: James Linington | Bristol Publik: 0<refname="BCD"group="not"></ref> Domare: James Linington |

|             | 24 september 2020 | Lincoln City                    | 2 – 7           | Liverpool                                                                                           | Sincil Bank Stadium                                                             |                                                                                 |
| 19:45 UTC+1 | 19:45 UTC+1       | Tayo Edun 60′ Lewis Montsma 66′ | (0 – 4) Rapport | 9′ Xherdan Shaqiri 18′, 46′ Takumi Minamino 32′, 36′ Curtis Jones 65′ Marko Grujić 89′ Divock Origi | Lincoln Publik: 0<refname="BCDfuture"group="not"></ref> Domare: Tony Harrington | Lincoln Publik: 0<refname="BCDfuture"group="not"></ref> Domare: Tony Harrington |
| 19:45 UTC+1 | 19:45 UTC+1       |                                 |                 | | Lincoln Publik: 0<refname="BCDfuture"group="not"></ref> Domare: Tony Harrington | Lincoln Publik: 0<refname="BCDfuture"group="not"></ref> Domare: Tony Harrington |
| 19:45 UTC+1 | 19:45 UTC+1       |                                 |                 | | Lincoln Publik: 0<refname="BCDfuture"group="not"></ref> Domare: Tony Harrington | Lincoln Publik: 0<refname="BCDfuture"group="not"></ref> Domare: Tony Harrington |

|             | 24 september 2020 | Manchester City               | 2 – 1           | Bournemouth      | City of Manchester Stadium                                                 |                                                                            |
| 19:45 UTC+1 | 19:45 UTC+1       | Liam Delap 18′ Phil Foden 75′ | (1 – 1) Rapport | 22′ Sam Surridge | Manchester Publik: 0<refname="BCD"group="not"></ref> Domare: Jonathan Moss | Manchester Publik: 0<refname="BCD"group="not"></ref> Domare: Jonathan Moss |
| 19:45 UTC+1 | 19:45 UTC+1       |                               |                 |                  | Manchester Publik: 0<refname="BCD"group="not"></ref> Domare: Jonathan Moss | Manchester Publik: 0<refname="BCD"group="not"></ref> Domare: Jonathan Moss |
| 19:45 UTC+1 | 19:45 UTC+1       |                               |                 |                  | Manchester Publik: 0<refname="BCD"group="not"></ref> Domare: Jonathan Moss | Manchester Publik: 0<refname="BCD"group="not"></ref> Domare: Jonathan Moss |

|  |  | Leyton Orient | w.o. | Tottenham Hotspur | Brisbane Road |  |
|  |  |               |      |                   | Leyton        |  |
|  |  |               |      |                   |               |  |
|  |  |               |      |                   |               |  |

## Fjärde omgången
Totalt 16 lag spelade i den fjärde omgången av turneringen. Lottningen ägde rum den 17 september och drogs av Laura Woods och Lee Hendrie live på Sky Sports. Matcherna spelades under veckan som påbörjades den 28 september 2020.
|  | Datum0000 | Hemmalag | Resultat | Bortalag | Spelplats |  |
|  |           |          |          |          |           |  |
|  |           |          |          |          |           |  |
|  |           |          |          |          |           |  |

|             | 29 september 2020 | Tottenham Hotspur                                                  | 1 – 1                      | Chelsea                                                      | Tottenham Hotspur Stadium                                             |                                                                       |
| 19:45 UTC+1 | 19:45 UTC+1       | Erik Lamela 83′                                                    | (0 – 1) Rapport            | 19′ Timo Werner                                              | Tottenham Publik: 0<refname="BCD"group="not"></ref> Domare: Lee Mason | Tottenham Publik: 0<refname="BCD"group="not"></ref> Domare: Lee Mason |
| 19:45 UTC+1 | 19:45 UTC+1       |                                                                    |                            |                                                              | Tottenham Publik: 0<refname="BCD"group="not"></ref> Domare: Lee Mason | Tottenham Publik: 0<refname="BCD"group="not"></ref> Domare: Lee Mason |
| 19:45 UTC+1 | 19:45 UTC+1       | Eric Dier Erik Lamela Pierre-Emile Højbjerg Lucas Moura Harry Kane | Straffsparksläggning 5 – 4 | Tammy Abraham César Azpilicueta Jorginho Emerson Mason Mount | Tottenham Publik: 0<refname="BCD"group="not"></ref> Domare: Lee Mason | Tottenham Publik: 0<refname="BCD"group="not"></ref> Domare: Lee Mason |

|             | 30 september 2020 | Newport County                                                                   | 1 – 1                      | Newcastle United                                                               | Rodney Parade                                                         |                                                                       |
| 17:30 UTC+1 | 17:30 UTC+1       | Tristan Abrahams 5′                                                              | (1 – 0) Rapport            | 87′ Jonjo Shelvey                                                              | Newport Publik: 0<refname="BCD"group="not"></ref> Domare: John Brooks | Newport Publik: 0<refname="BCD"group="not"></ref> Domare: John Brooks |
| 17:30 UTC+1 | 17:30 UTC+1       |                                                                                  |                            |                                                                                | Newport Publik: 0<refname="BCD"group="not"></ref> Domare: John Brooks | Newport Publik: 0<refname="BCD"group="not"></ref> Domare: John Brooks |
| 17:30 UTC+1 | 17:30 UTC+1       | Demetriou Tristan Abrahams Josh Sheehan Ryan Taylor Matthew Dolan Brandon Cooper | Straffsparksläggning 4 – 5 | Callum Wilson Joelinton Fabian Schär Jonjo Shelvey Jacob Murphy Sean Longstaff | Newport Publik: 0<refname="BCD"group="not"></ref> Domare: John Brooks | Newport Publik: 0<refname="BCD"group="not"></ref> Domare: John Brooks |

|             | 30 september 2020 | Burnley | 0 – 3           | Manchester City                            | Turf Moor                                                               |                                                                         |
| 19:00 UTC+1 | 19:00 UTC+1       |         | (0 – 1) Rapport | 35′, 49′ Raheem Sterling 65′ Ferran Torres | Burnley Publik: 0<refname="BCD"group="not"></ref> Domare: Andrew Madley | Burnley Publik: 0<refname="BCD"group="not"></ref> Domare: Andrew Madley |
| 19:00 UTC+1 | 19:00 UTC+1       |         |                 |                                            | Burnley Publik: 0<refname="BCD"group="not"></ref> Domare: Andrew Madley | Burnley Publik: 0<refname="BCD"group="not"></ref> Domare: Andrew Madley |
| 19:00 UTC+1 | 19:00 UTC+1       |         |                 |                                            | Burnley Publik: 0<refname="BCD"group="not"></ref> Domare: Andrew Madley | Burnley Publik: 0<refname="BCD"group="not"></ref> Domare: Andrew Madley |

|             | 30 september 2020 | Brighton & Hove Albion | 0 – 3           | Manchester United                                | Falmer Stadium                                                          |                                                                         |
| 19:45 UTC+1 | 19:45 UTC+1       |                        | (0 – 1) Rapport | 44′ Scott McTominay 73′ Juan Mata 80′ Paul Pogba | Brighton Publik: 0<refname="BCD"group="not"></ref> Domare: Graham Scott | Brighton Publik: 0<refname="BCD"group="not"></ref> Domare: Graham Scott |
| 19:45 UTC+1 | 19:45 UTC+1       |                        |                 |                                                  | Brighton Publik: 0<refname="BCD"group="not"></ref> Domare: Graham Scott | Brighton Publik: 0<refname="BCD"group="not"></ref> Domare: Graham Scott |
| 19:45 UTC+1 | 19:45 UTC+1       |                        |                 |                                                  | Brighton Publik: 0<refname="BCD"group="not"></ref> Domare: Graham Scott | Brighton Publik: 0<refname="BCD"group="not"></ref> Domare: Graham Scott |

|             | 30 september 2020 | Everton                                             | 4 – 1           | West Ham United      | Goodison Park                                                              |                                                                            |
| 19:45 UTC+1 | 19:45 UTC+1       | Dominic Calvert-Lewin 11′, 78′, 84′ Richarlison 56′ | (1 – 0) Rapport | 46′ Robert Snodgrass | Liverpool Publik: 0<refname="BCD"group="not"></ref> Domare: Darren England | Liverpool Publik: 0<refname="BCD"group="not"></ref> Domare: Darren England |
| 19:45 UTC+1 | 19:45 UTC+1       |                                                     |                 |                      | Liverpool Publik: 0<refname="BCD"group="not"></ref> Domare: Darren England | Liverpool Publik: 0<refname="BCD"group="not"></ref> Domare: Darren England |
| 19:45 UTC+1 | 19:45 UTC+1       |                                                     |                 |                      | Liverpool Publik: 0<refname="BCD"group="not"></ref> Domare: Darren England | Liverpool Publik: 0<refname="BCD"group="not"></ref> Domare: Darren England |

|             | 1 oktober 2020 | Brentford                               | 3 – 0           | Fulham | Brentford Community Stadium                                               |                                                                           |
| 17:30 UTC+1 | 17:30 UTC+1    | Marcus Forss 37′ Saïd Benrahma 62′, 77′ | (1 – 0) Rapport |        | Brentford Publik: 0<refname="BCD"group="not"></ref> Domare: Jonathan Moss | Brentford Publik: 0<refname="BCD"group="not"></ref> Domare: Jonathan Moss |
| 17:30 UTC+1 | 17:30 UTC+1    |                                         |                 |        | Brentford Publik: 0<refname="BCD"group="not"></ref> Domare: Jonathan Moss | Brentford Publik: 0<refname="BCD"group="not"></ref> Domare: Jonathan Moss |
| 17:30 UTC+1 | 17:30 UTC+1    |                                         |                 |        | Brentford Publik: 0<refname="BCD"group="not"></ref> Domare: Jonathan Moss | Brentford Publik: 0<refname="BCD"group="not"></ref> Domare: Jonathan Moss |

|             | 1 oktober 2020 | Aston Villa | 0 – 1           | Stoke City    | Villa Park                                                           |                                                                      |
| 19:00 UTC+1 | 19:00 UTC+1    |             | (0 – 1) Rapport | 26′ Sam Vokes | Aston Publik: 0<refname="BCD"group="not"></ref> Domare: Robert Jones | Aston Publik: 0<refname="BCD"group="not"></ref> Domare: Robert Jones |
| 19:00 UTC+1 | 19:00 UTC+1    |             |                 |               | Aston Publik: 0<refname="BCD"group="not"></ref> Domare: Robert Jones | Aston Publik: 0<refname="BCD"group="not"></ref> Domare: Robert Jones |
| 19:00 UTC+1 | 19:00 UTC+1    |             |                 |               | Aston Publik: 0<refname="BCD"group="not"></ref> Domare: Robert Jones | Aston Publik: 0<refname="BCD"group="not"></ref> Domare: Robert Jones |

|             | 1 oktober 2020 | Liverpool                                                                               | 0 – 0                      | Arsenal                                                                                          | Anfield                                                                  |                                                                          |
| 19:45 UTC+1 | 19:45 UTC+1    |                                                                                         | Rapport                    |                                                                                                  | Liverpool Publik: 0<refname="BCD"group="not"></ref> Domare: Kevin Friend | Liverpool Publik: 0<refname="BCD"group="not"></ref> Domare: Kevin Friend |
| 19:45 UTC+1 | 19:45 UTC+1    |                                                                                         |                            |                                                                                                  | Liverpool Publik: 0<refname="BCD"group="not"></ref> Domare: Kevin Friend | Liverpool Publik: 0<refname="BCD"group="not"></ref> Domare: Kevin Friend |
| 19:45 UTC+1 | 19:45 UTC+1    | James Milner Georginio Wijnaldum Takumi Minamino Divock Origi Curtis Jones Harry Wilson | Straffsparksläggning 4 – 5 | Alexandre Lacazette Cédric Soares Mohamed Elneny Ainsley Maitland-Niles Nicolas Pépé Joe Willock | Liverpool Publik: 0<refname="BCD"group="not"></ref> Domare: Kevin Friend | Liverpool Publik: 0<refname="BCD"group="not"></ref> Domare: Kevin Friend |

## Kvartsfinal
Totalt 8 lag spelade i kvartsfinalerna av turneringen. Matcherna spelades under veckan som påbörjades den 21 december 2020.
|  | Datum0000 | Hemmalag | Resultat | Bortalag | Spelplats |  |
|  |           |          |          |          |           |  |
|  |           |          |          |          |           |  |
|  |           |          |          |          |           |  |

|             | 22 december 2020 | Brentford        | 1 – 0           | Newcastle United | Brentford Community Stadium                                                    |                                                                                |
| 17:30 UTC+1 | 17:30 UTC+1      | Josh Dasilva 66′ | (0 – 0) Rapport |                  | Brentford Publik: 0<refname="BCDfuture"group="not"></ref> Domare: Robert Jones | Brentford Publik: 0<refname="BCDfuture"group="not"></ref> Domare: Robert Jones |
| 17:30 UTC+1 | 17:30 UTC+1      |                  |                 |                  | Brentford Publik: 0<refname="BCDfuture"group="not"></ref> Domare: Robert Jones | Brentford Publik: 0<refname="BCDfuture"group="not"></ref> Domare: Robert Jones |
| 17:30 UTC+1 | 17:30 UTC+1      |                  |                 |                  | Brentford Publik: 0<refname="BCDfuture"group="not"></ref> Domare: Robert Jones | Brentford Publik: 0<refname="BCDfuture"group="not"></ref> Domare: Robert Jones |

|             | 22 december 2020 | Arsenal                 | 1 – 4           | Manchester City                                                      | Emirates Stadium                                                                        |                                                                                         |
| 20:00 UTC+1 | 20:00 UTC+1      | Alexandre Lacazette 31′ | (1 – 1) Rapport | 3′ Gabriel Jesus 54′ Riyad Mahrez 59′ Phil Foden 73′ Aymeric Laporte | Holloway, London Publik: 0<refname="BCDfuture"group="not"></ref> Domare: Stuart Attwell | Holloway, London Publik: 0<refname="BCDfuture"group="not"></ref> Domare: Stuart Attwell |
| 20:00 UTC+1 | 20:00 UTC+1      |                         |                 |                                                                      | Holloway, London Publik: 0<refname="BCDfuture"group="not"></ref> Domare: Stuart Attwell | Holloway, London Publik: 0<refname="BCDfuture"group="not"></ref> Domare: Stuart Attwell |
| 20:00 UTC+1 | 20:00 UTC+1      |                         |                 |                                                                      | Holloway, London Publik: 0<refname="BCDfuture"group="not"></ref> Domare: Stuart Attwell | Holloway, London Publik: 0<refname="BCDfuture"group="not"></ref> Domare: Stuart Attwell |

|             | 23 december 2020 | Stoke City          | 1 – 3           | Tottenham Hotspur                             | Bet365 Stadium | |
| 17:30 UTC+1 | 17:30 UTC+1      | Jordan Thompson 53′ | (0 – 1) Rapport | 22′ Gareth Bale 70′ Ben Davies 81′ Harry Kane | Stoke-on-Trent Publik: 0<refname="BCDfuture"group="not">Matchenkommerattspelasbakomstängdadörrarpågrundavcoronavirusutbrottet.</ref> Domare: Darren England | Stoke-on-Trent Publik: 0<refname="BCDfuture"group="not">Matchenkommerattspelasbakomstängdadörrarpågrundavcoronavirusutbrottet.</ref> Domare: Darren England |
| 17:30 UTC+1 | 17:30 UTC+1      |                     |                 |                                               | Stoke-on-Trent Publik: 0<refname="BCDfuture"group="not">Matchenkommerattspelasbakomstängdadörrarpågrundavcoronavirusutbrottet.</ref> Domare: Darren England | Stoke-on-Trent Publik: 0<refname="BCDfuture"group="not">Matchenkommerattspelasbakomstängdadörrarpågrundavcoronavirusutbrottet.</ref> Domare: Darren England |
| 17:30 UTC+1 | 17:30 UTC+1      |                     |                 |                                               | Stoke-on-Trent Publik: 0<refname="BCDfuture"group="not">Matchenkommerattspelasbakomstängdadörrarpågrundavcoronavirusutbrottet.</ref> Domare: Darren England | Stoke-on-Trent Publik: 0<refname="BCDfuture"group="not">Matchenkommerattspelasbakomstängdadörrarpågrundavcoronavirusutbrottet.</ref> Domare: Darren England |

|             | 23 december 2020 | Everton | 0 – 2           | Manchester United                        | Goodison Park           |                         |
| 20:00 UTC+1 | 20:00 UTC+1      |         | (0 – 0) Rapport | 88′ Edinson Cavani 90+6′ Anthony Martial | Liverpool Publik: 2 000 | Liverpool Publik: 2 000 |
| 20:00 UTC+1 | 20:00 UTC+1      |         |                 |                                          | Liverpool Publik: 2 000 | Liverpool Publik: 2 000 |
| 20:00 UTC+1 | 20:00 UTC+1      |         |                 |                                          | Liverpool Publik: 2 000 | Liverpool Publik: 2 000 |

## Semifinal
Totalt 4 lag spelade i semifinalerna av turneringen. Matcherna spelades under veckan som påbörjades den 4 januari 2021. Till skillnad från tidigare år kommer denna omgången att avgöras under ett singelmöte, som finalen.
|  | Datum0000 | Hemmalag | Resultat | Bortalag | Spelplats |  |
|  |           |          |          |          |           |  |
|  |           |          |          |          |           |  |
|  |           |          |          |          |           |  |

|             | 5 januari 2021 | Tottenham Hotspur                    | 2 – 0           | Brentford | Tottenham Hotspur Stadium                                                |                                                                          |
| 19:45 UTC+1 | 19:45 UTC+1    | Moussa Sissoko 12′ Son Heung-min 70′ | (1 – 0) Rapport |           | London Publik: 0<refname="BCDfuture"group="not"></ref> Domare: Mike Dean | London Publik: 0<refname="BCDfuture"group="not"></ref> Domare: Mike Dean |
| 19:45 UTC+1 | 19:45 UTC+1    |                                      |                 |           | London Publik: 0<refname="BCDfuture"group="not"></ref> Domare: Mike Dean | London Publik: 0<refname="BCDfuture"group="not"></ref> Domare: Mike Dean |
| 19:45 UTC+1 | 19:45 UTC+1    |                                      |                 |           | London Publik: 0<refname="BCDfuture"group="not"></ref> Domare: Mike Dean | London Publik: 0<refname="BCDfuture"group="not"></ref> Domare: Mike Dean |

|             | 6 januari 2021 | Manchester United | 0 – 2           | Manchester City                 | Old Trafford                                                                       |                                                                                    |
| 19:45 UTC+1 | 19:45 UTC+1    |                   | (0 – 0) Rapport | 50′ John Stones 83′ Fernandinho | Manchester Publik: 0<refname="BCDfuture"group="not"></ref> Domare: Martin Atkinson | Manchester Publik: 0<refname="BCDfuture"group="not"></ref> Domare: Martin Atkinson |
| 19:45 UTC+1 | 19:45 UTC+1    |                   |                 |                                 | Manchester Publik: 0<refname="BCDfuture"group="not"></ref> Domare: Martin Atkinson | Manchester Publik: 0<refname="BCDfuture"group="not"></ref> Domare: Martin Atkinson |
| 19:45 UTC+1 | 19:45 UTC+1    |                   |                 |                                 | Manchester Publik: 0<refname="BCDfuture"group="not"></ref> Domare: Martin Atkinson | Manchester Publik: 0<refname="BCDfuture"group="not"></ref> Domare: Martin Atkinson |

## Final
Finalen spelades den 25 april 2021, efter att ursprungligen varit tänkt att spelas den 28 februari 2021.
|             | 25 april 2021 | Manchester City     | 1 – 0           | Tottenham Hotspur | Wembley Stadium                           |                                           |
| 16:30 UTC+1 | 16:30 UTC+1   | Aymeric Laporte 82′ | (0 – 0) Rapport |                   | London Publik: 7 773 Domare: Paul Tierney | London Publik: 7 773 Domare: Paul Tierney |
| 16:30 UTC+1 | 16:30 UTC+1   |                     |                 |                   | London Publik: 7 773 Domare: Paul Tierney | London Publik: 7 773 Domare: Paul Tierney |
| 16:30 UTC+1 | 16:30 UTC+1   |                     |                 |                   | London Publik: 7 773 Domare: Paul Tierney | London Publik: 7 773 Domare: Paul Tierney |

## Anmärkningslista
1. ↑  Matchen skulle spelats på Spotland Stadium Spotland Stadium i Rochdale, men flyttades på grund av renoveringar av planen.